# Guarda Costeira dos Estados Unidos
A Guarda Costeira dos Estados Unidos (em inglês: United States Coast Guard, USCG) é o ramo de segurança marítima, busca e salvamento e aplicação da lei das Forças Armadas dos Estados Unidos e um dos oito serviços uniformizados do país. O serviço é um serviço marítimo, militar e multimissão, único entre os ramos militares dos Estados Unidos por ter uma missão de aplicação da lei marítima com jurisdição em águas domésticas e internacionais e uma missão de agência reguladora federal como parte de suas funções. É a maior guarda costeira do mundo, sendo equiparada a 12ª maior marinha do mundo.
A Guarda Costeira dos Estados Unidos é um serviço humanitário e de segurança. Protege as fronteiras e os interesses econômicos e de segurança dos Estados Unidos no estrangeiro; e defende a sua soberania salvaguardando as linhas marítimas de comunicação e comércio nas águas territoriais dos Estados Unidos e na sua Zona Econômica Exclusiva. Devido ao risco cada vez maior imposto pelas ameaças transnacionais através dos domínios marítimo e cibernético, a Guarda Costeira é, a qualquer momento, destacada e operando em todos os sete continentes e no ciberespaço para cumprir a sua missão. Tal como a sua irmã da Marinha dos Estados Unidos, a Guarda Costeira mantém uma presença global com pessoal designado permanentemente em todo o mundo e forças deslocadas rotineiramente para regiões litorais e de águas azuis. A frota adaptável e multi-missão de “casco branco” da Guarda Costeira é alavancada como uma força de poder diplomático e de assistência humanitária e de segurança sobre a natureza mais abertamente conflituosa dos navios de guerra de “casco cinzento”. Como serviço humanitário, salva dezenas de milhares de vidas por ano no mar e nas águas dos Estados Unidos e fornece resposta de emergência e gestão de desastres para uma ampla gama de incidentes catastróficos naturais e provocados pelo homem nos Estados Unidos e em todo o mundo.
A Guarda Costeira dos Estados Unidos opera sob o Departamento de Segurança Interna dos Estados Unidos durante tempos de paz. Durante tempos de guerra, pode ser transferido total ou parcialmente para o Departamento da Marinha dos Estados Unidos, sob o Departamento de Defesa dos Estados Unidos, por ordem do Presidente dos Estados Unidos ou por ato do Congresso dos Estados Unidos. Antes de sua transferência para a Segurança Interna, operou sob o Departamento de Transportes dos Estados Unidos de 1967 a 2003 e o Departamento do Tesouro dos Estados Unidos desde a sua criação até 1967. A transferência de autoridade do Congresso para a Marinha só aconteceu uma vez: em 1917, durante a Primeira Guerra Mundial. Quando os Estados Unidos entraram na Segunda Guerra Mundial, em dezembro de 1941, a Guarda Costeira já havia sido transferida para a Marinha pelo presidente Franklin D. Roosevelt.
Criado pelo Congresso como Revenue-Marine em 4 de agosto de 1790, a pedido de Alexander Hamilton, é o mais antigo serviço naval em operação contínua dos Estados Unidos. Como Secretário do Tesouro dos Estados Unidos, Hamilton chefiou a Revenue-Marine, cujo objetivo original era cobrar taxas alfandegárias nos portos marítimos dos Estados Unidos. Na década de 1860, o serviço era conhecido como US Revenue Cutter Service e o termo Revenue-Marine gradualmente caiu em desuso.
A moderna Guarda Costeira foi formada pela fusão do US Revenue Cutter Service e do US Life-Saving Service em 28 de janeiro de 1915, sob o Departamento do Tesouro. Em 1939, o Serviço de Farol também foi incorporado à Guarda Costeira. Como uma das seis forças armadas do país, a Guarda Costeira foi mobilizada para apoiar e combater todas as grandes guerras dos Estados Unidos desde 1790, desde a Quase Guerra com a França até à Guerra Global contra o Terrorismo.
Em dezembro de 2022, o efetivo da força autorizada da Guarda Costeira era de 44,500 militares na ativa. e 7,000 reservistas. A força da força do serviço também inclui 8,300 funcionários federais civis em tempo integral e 31,000 voluntários uniformizados do Auxiliar da Guarda Costeira. O serviço mantém uma extensa frota de cerca de 250 cutters costeiros e oceânicos, navios-patrulha, boias, rebocadores e quebra-gelos; bem como cerca de 2,000 pequenos barcos e embarcações especializadas. Também mantém uma divisão de aviação composta por mais de 200 helicópteros e aeronaves de asa fixa. Embora a Guarda Costeira seja o segundo menor ramo do serviço militar dos Estados Unidos em termos de número de membros, o serviço por si só é a 12ª maior força naval do mundo.

## Missão

### Papel
A Guarda Costeira desempenha três funções básicas, que se subdividem em onze missões estatutárias. As três funções são:
- Proteção marítima;
- Segurança marítima;
- Administração marítima.

Com uma organização descentralizada e muitas responsabilidades atribuídas até mesmo ao pessoal mais jovem, a Guarda Costeira é frequentemente elogiada pela sua rápida capacidade de resposta e adaptabilidade numa ampla gama de emergências. Num artigo de 2005 na revista Time após o Furacão Katrina, o autor escreveu: "a contribuição mais valiosa da Guarda Costeira para [um esforço militar quando ocorre uma catástrofe] pode ser como um modelo de flexibilidade e, acima de tudo, de espírito". Wil Milam, um nadador de resgate do Alasca, disse à revista: "Na Marinha, tudo girava em torno da missão. Praticar para a guerra, treinar para a guerra. Na Guarda Costeira, era, cuidar do nosso povo e a missão levará cuidar de si mesmo."

### Missões
As onze missões estatutárias definidas no 6 U.S. Code § 468 - Preserving Coast Guard mission performance no Código dos Estados Unidos estão divididas em missões de segurança interna e missões de segurança não interna:

#### Missões de segurança não interna
- Operações no gelo, incluindo a Patrulha Internacional do Gelo;
- Recursos marinhos vivos (aplicação da lei das pescas);
- Proteção ambiental marinha;
- Segurança marítima;
- Auxílios à navegação;
- Busca e salvamento.

#### Missões de segurança interna
- Prontidão de defesa;
- Aplicação da lei marítima;
- Interdição de migrantes;
- Portos, hidrovias e segurança costeira;
- Apreensão de drogas.

### Busca e salvamento
A U.S. Coast Guard Search and Rescue (CG-SAR) é uma das operações mais conhecidas da Guarda Costeira. O National Search and Rescue Plan designa a Guarda Costeira como a agência federal responsável pelas operações SAR marítimas, e a Força Aérea dos Estados Unidos como a agência federal responsável pelas SAR interiores. Ambas as agências mantêm centros de coordenação de resgate para coordenar este esforço e são responsáveis pela busca e salvamento militar e civil. Os dois serviços fornecem em conjunto instrutores para a National Search and Rescue School, que treina planejadores e coordenadores de missões SAR. Anteriormente localizada em Governors Island, Nova York, a escola agora está localizada no Coast Guard Training Center Yorktown em Yorktown, Virgínia.

### National Response Center(NRC)
Operado pela Guarda Costeira, o National Response Center (NRC) é o único ponto de contato do Governo dos Estados Unidos para relatar todos os derramamentos e descargas de petróleo, produtos químicos, radiológicos, biológicos e etiológicos no meio ambiente, em qualquer lugar nos Estados Unidos e seus territórios. Além de coletar e distribuir informações sobre derramamentos/incidentes para os Federal On Scene Coordinator no local e servir como centro de comunicações e operações para a National Response Team, o NRC mantém acordos com uma variedade de entidades federais para fazer notificações adicionais sobre incidentes que atendam aos critérios de gatilho estabelecidos. O NRC também recebe relatórios de atividades marítimas suspeitas e violações de segurança. Detalhes sobre a organização do NRC e responsabilidades específicas podem ser encontrados no National Oil and Hazardous Substances Pollution Contingency Plan. O Marine Information for Safety and Law Enforcement (MISLE) é gerenciado e usado pela Guarda Costeira para rastrear poluição e incidentes de segurança nos portos do país.

### National Maritime Center(NMC)
O National Maritime Center (NMC) é a autoridade de credenciamento de marinheiros mercantes da USCG sob os auspícios do Departamento de Segurança Interna. Para garantir um sistema de transporte marítimo seguro e ambientalmente correto, a missão do NMC é emitir credenciais para marinheiros totalmente qualificados na jurisdição marítima dos Estados Unidos.

### Autoridade como serviço armado

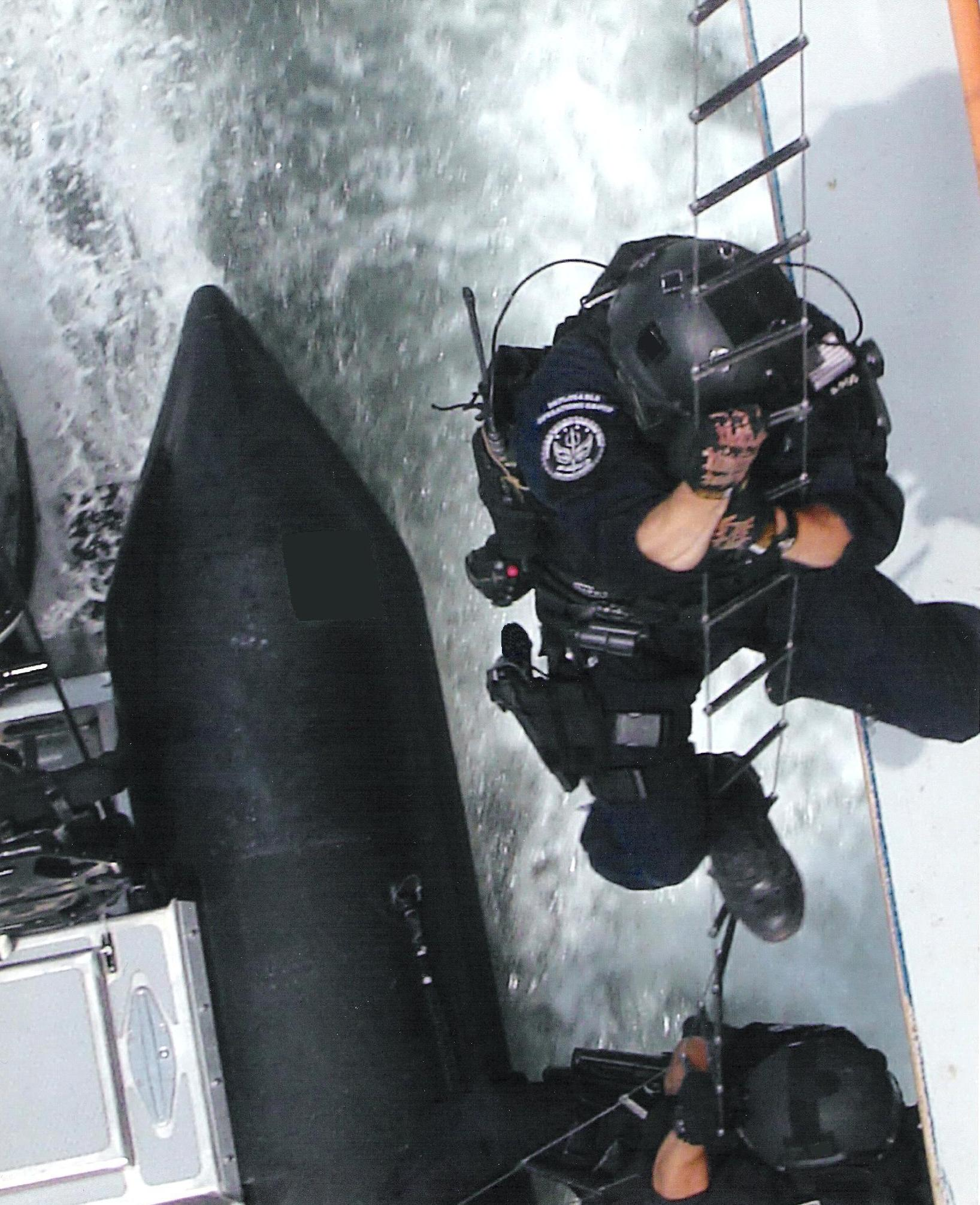
Membros da Guarda Costeira dos Estados Unidos do Maritime Safety and Security Team (MSRT) enganchando e subindo em um alvo para mostrar as habilidades necessárias para completar uma variedade de missões relacionadas com antiterrorismo, protegendo ativos locais marítimos e patrulhas de segurança portuárias e costeiras, bem como detectando, parando e prendendo mergulhadores submersos, usando o sistema de segurança portuária subaquática.

Os seis serviços uniformizados que compõem as Forças Armadas dos Estados Unidos são definidos no Title 10 do Código dos Estados Unidos: "O termo "forças armadas" significa o Exército, Corpo de Fuzileiros Navais, Marinha, Força Aérea, Força Espacial e Guarda Costeira." A Guarda Costeira é ainda definida pelo Title 14 do Código dos Estados Unidos: "A Guarda Costeira, conforme estabelecida em 28 de janeiro de 1915, será um serviço militar e um ramo das Forças Armadas dos Estados Unidos em todos os momentos. A Guarda Costeira será um serviço do Departamento de Segurança Interna, exceto quando operar como serviço da Marinha." A organização e operação da Guarda Costeira são estabelecidas no Title 33 do Código de Regulamentações Federais.
Em 25 de novembro de 2002, o Homeland Security Act foi sancionado pelo Presidente dos EUA, George W. Bush, designando a Guarda Costeira a ser colocada sob o Departamento de Segurança Interna dos Estados Unidos. A transferência do controle administrativo do Departamento de Transportes dos Estados Unidos para o Departamento de Segurança Interna foi concluída no ano seguinte, em 1 de março de 2003.
A Guarda Costeira reporta-se diretamente ao Secretário civil de Segurança Interna. No entanto, a lei 14 U.S.C. § 3 do Código dos Estados Unidos, conforme alterado pela seção 211 da Coast Guard and Maritime Transportation Act of 2006, após a declaração de guerra e quando o Congresso assim o determinar na declaração, ou quando o Presidente determinar, a Guarda Costeira opera sob o Departamento de Defesa como um serviço no Departamento da Marinha.
Como militares, os Guardas Costeiros do serviço ativo e da reserva estão sujeitos ao Uniform Code of Military Justice e recebem os mesmos salários e subsídios que os membros dos mesmos níveis salariais nos demais serviços uniformizados.
A Força participou em todos os grandes conflitos dos Estados Unidos desde 1790 até hoje, incluindo os Desembarques da Normandia e nas Ilhas do Pacífico na Segunda Guerra Mundial, em extensas patrulhas e bombardeamentos costeiros durante a Guerra do Vietnã, e em vários papéis na Operação Iraqi Freedom. As operações de intercepção marítima, a segurança costeira, a segurança dos transportes e os destacamentos de aplicação da lei têm sido os seus principais papéis nos conflitos recentes no Iraque.
Em 17 de outubro de 2007, a Guarda Costeira juntou-se à Marinha e ao Corpo de Fuzileiros Navais para adotar uma nova estratégia marítima chamada A Cooperative Strategy for 21st Century Seapower, que elevou a noção de prevenção da guerra ao mesmo nível filosófico da condução da guerra. Esta nova estratégia traçou um rumo para a Marinha, a Guarda Costeira e o Corpo de Fuzileiros Navais trabalharem coletivamente entre si e com os parceiros internacionais para prevenir a ocorrência de crises regionais, provocadas pelo homem ou naturais, ou reagir rapidamente caso uma ocorresse para evitar impactos negativos para o Estados Unidos. Durante o lançamento da nova estratégia marítima dos Estados Unidos no International Seapower Symposium no Colégio de Guerra Naval dos Estados Unidos em 2007, o comandante da Guarda Costeira, almirante Thad Allen, disse que a nova estratégia marítima reforçou as missões consagradas que o serviço tem realizado nos Estados Unidos desde 1790. "Ela reforça a estratégia marítima da Guarda Costeira de segurança, proteção e administração, e reflete não apenas o alcance global dos nossos serviços marítimos, mas a necessidade de integrar, sincronizar e agir com a nossa coligação e parceiros internacionais não só para vencer guerras... mas para prevenir guerras", disse Allen.

### Autoridade como agência de aplicação da lei
O Title 14 USC, seção 2, autoriza a Guarda Costeira a fazer cumprir as leis federais dos Estados Unidos. Esta autoridade é definida posteriormente na lei 14 USC 522: Law enforcement do Código dos Estados Unidos, que dá poderes de aplicação da lei a todos os oficiais comissionados, subtenentes e suboficiais da Guarda Costeira. Ao contrário dos outros ramos das Forças Armadas dos Estados Unidos, que são impedidos de agir na qualidade de aplicação da lei pelo 18 U.S.C. § 1385, a Posse Comitatus Act e a política do Departamento de Defesa, a Guarda Costeira está isenta e não sujeita às restrições da Posse Comitatus Act.
A autoridade adicional de aplicação da lei é concedida pelas leis 14 U.S.C. § 703 e 19 U.S.C. § 1401, que capacita oficiais comissionados ativos e de reserva da Guarda Costeira, suboficiais e suboficiais como funcionários da alfândega federal. Isso os coloca sob a lei 19 U.S.C. § 1589a, que concede aos funcionários aduaneiros autoridade geral de aplicação da lei federal, incluindo autoridade para:
- Portar arma de fogo;
- Executar e entregar qualquer ordem, mandado, intimação, intimação ou outro processo emitido sob a autoridade dos Estados Unidos;
- Efetuar uma prisão sem mandado por qualquer crime contra os Estados Unidos cometido na presença do policial ou por um crime, reconhecível sob as leis dos Estados Unidos, cometido fora da presença do policial, se o policial tiver motivos razoáveis para acreditar que a pessoa a ser presa cometeu ou está cometendo um crime;
- Desempenhar qualquer outra função de aplicação da lei que o Secretário de Segurança Interna possa designar.

O relatório do Government Accountability Office para a Câmara dos Representantes dos Estados Unidos, Comitê do Judiciário, sobre o seu 2006 Survey of Federal Civilian Law Enforcement Functions and Authorities, identificou a Guarda Costeira como um dos 104 componentes federais que empregavam agentes responsáveis pela aplicação da lei. O relatório também incluiu um quadro resumido das autoridades dos 192 agentes especiais da Guarda Costeira e 3,780 agentes da lei marítima.
Os guardas costeiros têm autoridade legal para portar armas de fogo emitidas pelo serviço dentro e fora da base. Contudo, isso raramente é feito na prática; em muitas estações da Guarda Costeira, os comandantes preferem ter todas as armas fornecidas pelo serviço em arsenais quando não estiverem em uso. Ainda assim, um tribunal decidiu no caso People v. Booth que os oficiais de embarque da Guarda Costeira são agentes da lei qualificados e autorizados a portar armas de fogo pessoais fora do serviço para autodefesa.

## História
A Guarda Costeira tem as suas raízes na pequena frota de navios mantida pelo Departamento do Tesouro dos Estados Unidos a partir da década de 1790 para fazer cumprir as tarifas (uma importante fonte de receitas para a nova nação). O Secretário do Tesouro dos Estados Unidos, Alexander Hamilton, pressionou o Congresso dos Estados Unidos para financiar a construção de dez cutters, o que foi feito em 4 de agosto de 1790 (agora comemorado como o aniversário oficial da Guarda Costeira). Até o restabelecimento da Marinha em 1798, esses "cortadores de receitas" eram a única força naval dos primeiros Estados Unidos. Como tal, os veleiros e as suas tripulações frequentemente assumiam tarefas adicionais, incluindo o combate à pirataria, o resgate de marinheiros em perigo, o transporte de funcionários do governo e até o transporte de correio. Inicialmente não era de todo uma agência federal organizada, apenas um “sistema de veleiros”, cada navio operava sob a direção dos funcionários aduaneiros do porto para o qual estava designado. Vários nomes, incluindo "Revenue-Marine", foram usados à medida que o serviço se tornava gradualmente mais organizado. Eventualmente, foi oficialmente organizado como United States Revenue Cutter Service. Além de suas obrigações regulares de aplicação da lei e alfandegárias, os veleiros de receitas e suas tripulações foram usados para apoiar e complementar a Marinha em vários conflitos armados, incluindo a Guerra Civil Americana.
Uma agência federal separada, o U.S. Life-Saving Service, foi desenvolvida juntamente com a Revenue-Marine. Antes de 1848, houve vários esforços de caridade na criação de sistemas para fornecer assistência aos náufragos a partir de estações costeiras, nomeadamente pela Massachusetts Humane Society. O governo federal começou a financiar estações de salvamento em 1848, mas o financiamento era inconsistente e o sistema ainda dependia de equipes totalmente voluntárias. Em 1871, Sumner Aumento Kimball foi nomeado chefe da recém-criada Revenue Marine Division do Departamento do Tesouro e iniciou o processo de organização dos veleiros da Receita Marinha em uma agência centralizada. Kimball também pressionou por mais financiamento para estações de salvamento e finalmente obteve aprovação para criar o Lifesaving Service como uma agência federal separada, também dentro do Departamento do Tesouro, com equipes remuneradas em tempo integral.
Em 1915, essas duas agências, o Revenue Cutter Service e o Life Saving Service, foram fundidas para criar a moderna Guarda Costeira dos Estados Unidos. O Lighthouse Service e o Bureau of Marine Inspection and Navigation foram absorvidos pela Guarda Costeira em 1939 e 1942, respectivamente. Em 1967, a Guarda Costeira passou do Departamento do Tesouro para o recém-formado Departamento de Transportes dos Estados Unidos, um acordo que durou até ser colocado sob o Departamento de Segurança Interna dos Estados Unidos em 2003 como parte da legislação destinada a proteger de forma mais eficiente os americanos. interesses na sequência dos ataques de 11 de setembro de 2001.
Em tempos de guerra, a Guarda Costeira ou seus componentes individuais podem operar como um serviço do Departamento da Marinha. Este arranjo tem uma ampla base histórica, já que a Guarda Costeira esteve envolvida em guerras tão diversas como a Guerra Anglo-Americana de 1812, a Guerra Mexicano-Americana e a Guerra Civil Americana, na qual o cutters Harriet Lane disparou os primeiros tiros navais tentando aliviar o Forte Sumter sitiado. A última vez que a Guarda Costeira operou como um todo dentro da Marinha foi na Segunda Guerra Mundial, ao todo cerca de 250,000 serviram na Guarda Costeira durante a Segunda Guerra Mundial.

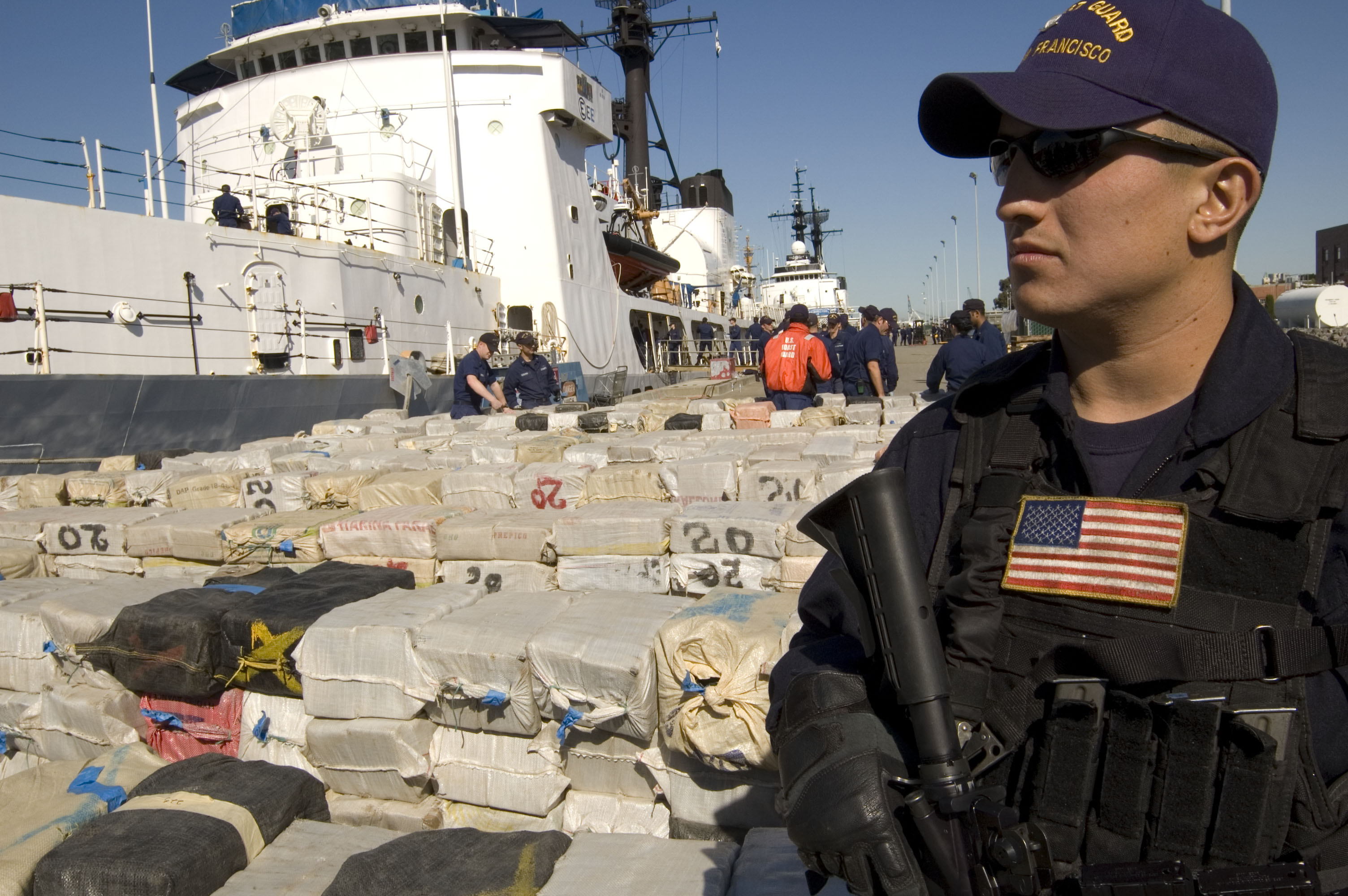
Um militar da Guarda Costeira, em 2007, fazendo uma apreensão

O Coast Guard Squadron One foi uma unidade de combate formada pela Guarda Costeira em 1965 para servir durante a Guerra do Vietnã. Colocado sob o controle operacional da Marinha dos Estados Unidos, foi-lhe atribuídas funções na Operação Market Time. Sua formação marcou a primeira vez desde a Segunda Guerra Mundial que o pessoal da Guarda Costeira foi amplamente utilizado em um ambiente de combate. O esquadrão operou divisões em três áreas distintas durante o período de 1965 a 1970. Vinte e seis cutters da classe Point com suas tripulações e uma equipe de apoio do esquadrão foram designados para a Marinha com a missão de interditar o movimento de armas e suprimentos do Mar da China Meridional para o Vietnã do Sul por operadores de lixo e traineiras vietcongues e do Vietnã do Norte. O esquadrão também forneceu apoio de morteiros navais de 81 mm para unidades amigas próximas que operavam ao longo da costa sul-vietnamita e auxiliou a Marinha durante a Operação Sealords.
O Coast Guard Squadron Three foi uma unidade de combate formada pela Guarda Costeira dos Estados Unidos em 1967 para servir durante a Guerra do Vietnã. Colocado sob o controle operacional da Marinha dos Estados Unidos e baseado em Pearl Harbor. Consistia em cinco USCG High Endurance Cutters operando em implantações giratórias de seis meses. Um total de 35 High Endurance Cutters participaram de operações de maio de 1967 a dezembro de 1971, principalmente usando seus canhões de 5 polegadas para fornecer missões de apoio a tiros navais.
Frequentemente, as unidades da Guarda Costeira operam sob o controle operacional do Departamento da Marinha, enquanto outras unidades da Guarda Costeira permanecem sob o Departamento de Segurança Interna.

### Deployable Operations Group
O Deployable Operations Group (DOG) foi um comando da Guarda Costeira estabelecido em julho de 2007. O DOG estabeleceu uma autoridade de comando única para fornecer rapidamente à Guarda Costeira, ao Departamento de Segurança Interna, ao Departamento de Defesa, ao Departamento de Justiça e a outros comandantes operacionais interagências pacotes de forças adaptativas retirados das unidades de força especializadas destacáveis da Guarda Costeira. O DOG foi desativado em 22 de abril de 2013 e as suas unidades de Deployable Specialized Forces (DSF) foram colocadas sob o controle dos Comandantes das Áreas do Atlântico e do Pacífico.
Havia mais de 25 unidades especializadas dentro do Deployable Operations Group, incluindo a Maritime Security Response Team, Maritime Safety and Security Teams, Law Enforcement Detachments, Port Security Units, a National Strike Force e Regional Dive Lockers. O DOG também gerenciou o pessoal da Guarda Costeira designado para o Navy Expeditionary Combat Command e esteve envolvido na seleção de candidatos da Guarda Costeira para participar do BUD/S da Marinha e servir nas equipes SEALs da Marinha.

## Galeria de imagens

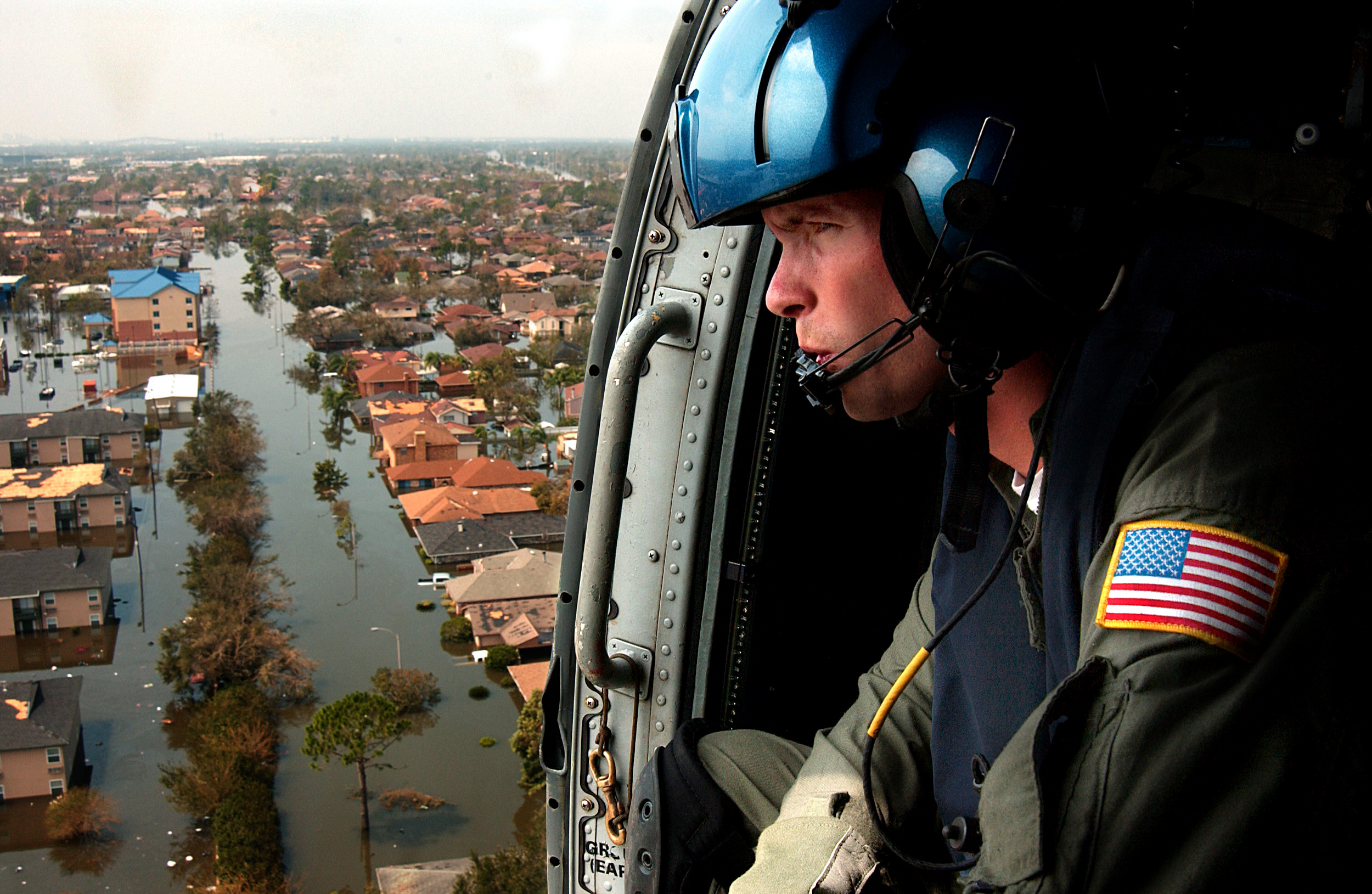
Helicóptero da Guarda Costeira sobre Nova Orleans durante resgate dos desabrigados pelo Furacão Katrina.
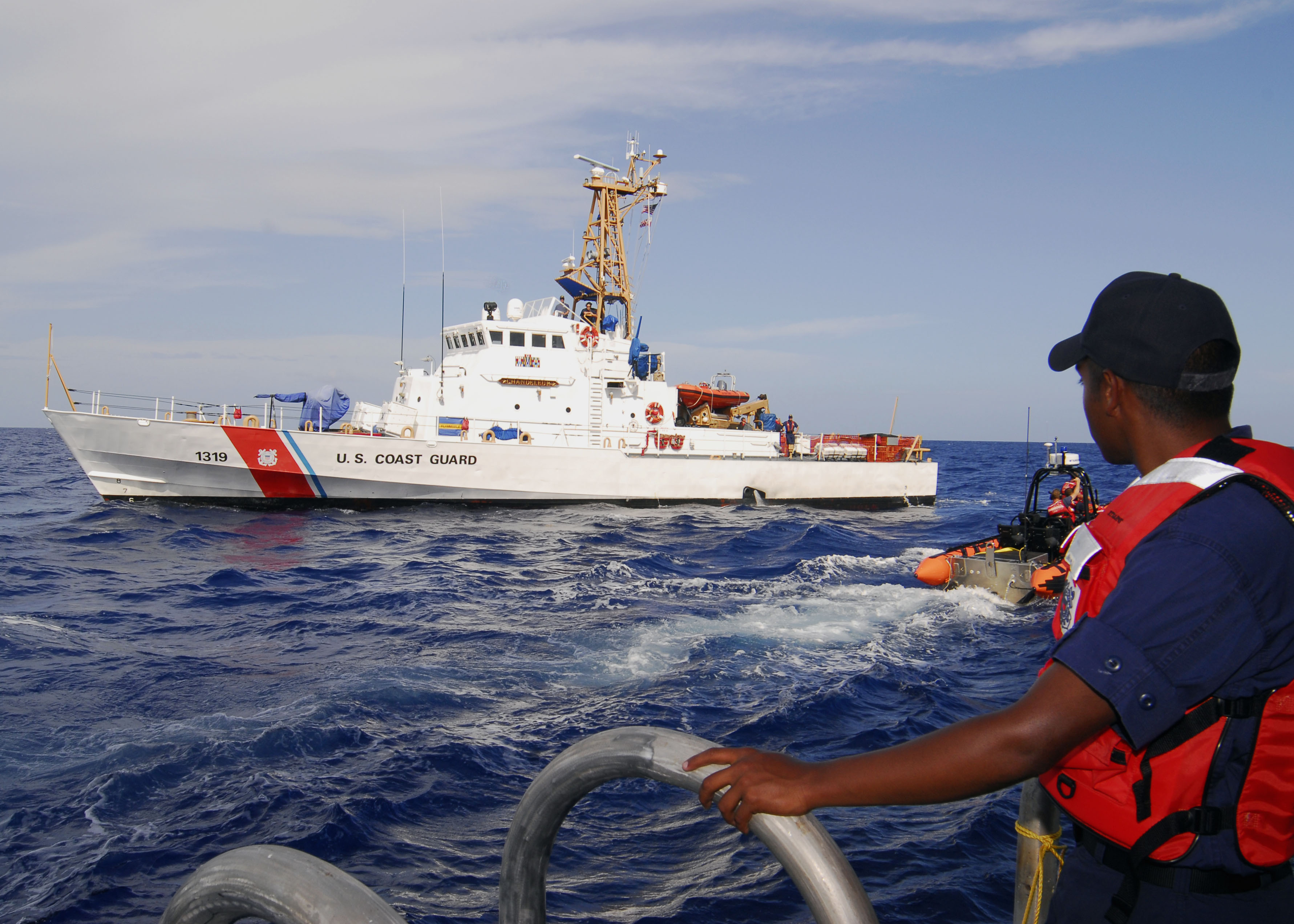
Um barco patrulha da classe Island.
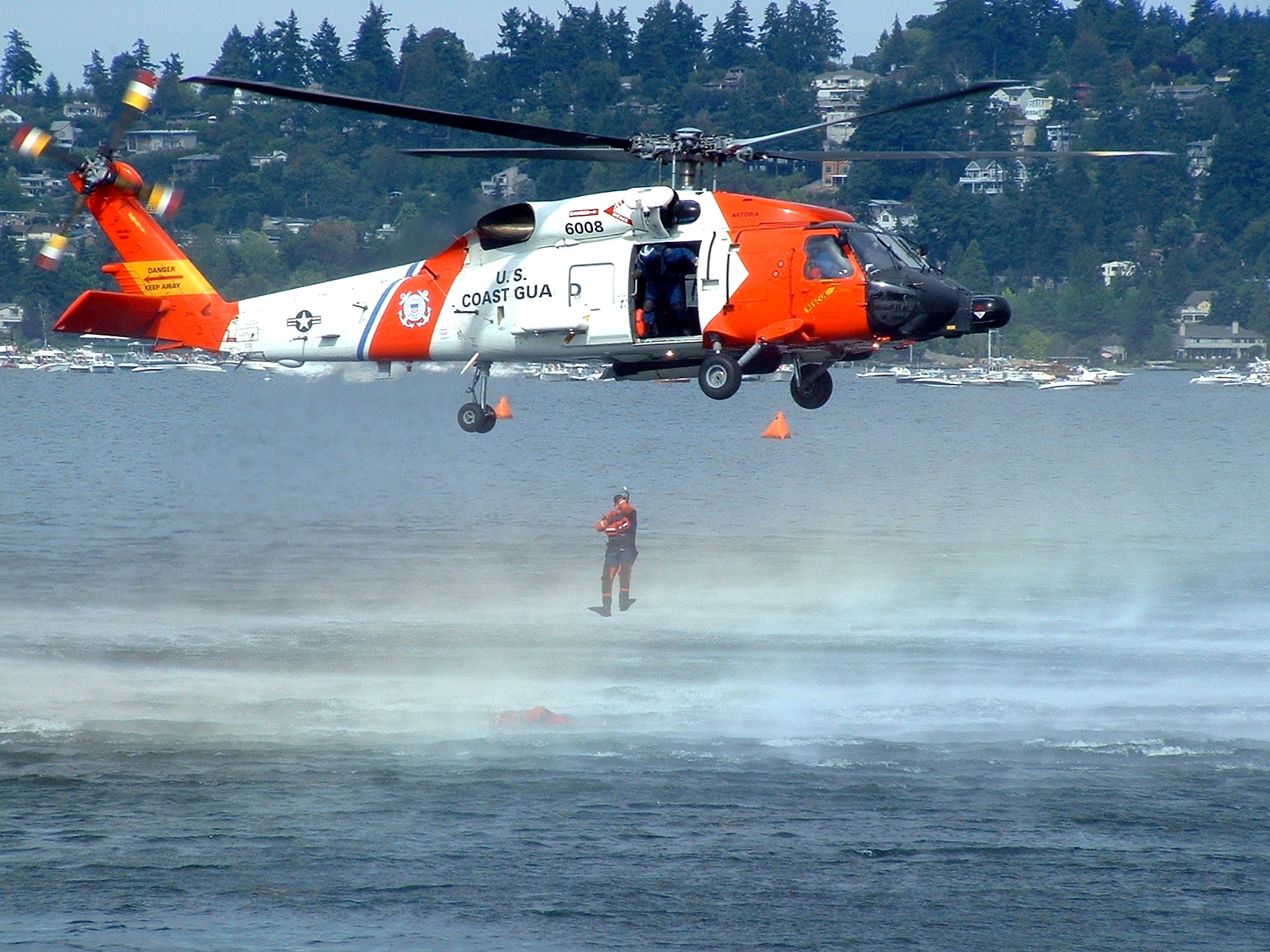
Um MH-60 Jayhawk da Guarda Costeira.

## Organização
O novo complexo da sede do Departamento de Segurança Interna fica no antigo St. Elizabeths Hospital, na seção Anacostia, no sudeste de Washington, D.C. do outro lado do Rio Anacostia, a partir da antiga sede da Guarda Costeira.
O orçamento para o ano fiscal de 2024 solicita US$ 13,45 bilhões para a Guarda Costeira, incluindo US$ 12,05 bilhões em financiamento discricionário, para gerar prontidão, resiliência e capacidade sustentadas enquanto se constrói a Guarda Costeira do futuro.

### Distritos e unidades
A atual organização distrital da Guarda Costeira está dividida em 9 distritos. Suas designações, escritório distrital e área de responsabilidade são as seguintes:

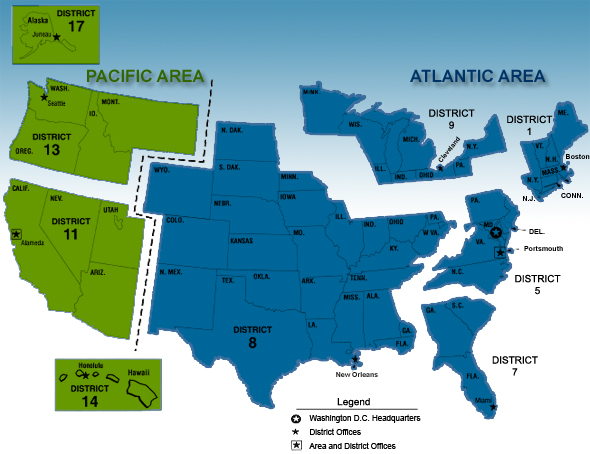
Distritos da Guarda Costeira

| Distrito             | Área      | Escritório distrital   | Área de responsabilidade                                                             |
| -------------------- | --------- | ---------------------- | ------------------------------------------------------------------------------------ |
| First District       | Atlântico | Boston, Massachusetts  | Estados da Nova Inglaterra, leste de Nova York e norte de Nova Jersey                |
| Fifth District       | Atlântico | Portsmouth, Virgínia   | Pensilvânia, sul de Nova Jersey, Delaware, Maryland, Virgínia e Carolina do Norte    |
| Seventh District     | Atlântico | Miami, Flórida         | Carolina do Sul, Geórgia, leste da Flórida, Porto Rico e as Ilhas Virgens Americanas |
| Eighth District      | Atlântico | Nova Orleães, Luisiana | Rios Ocidentais dos Estados Unidos e do Golfo do México                              |
| Ninth District       | Atlântico | Cleveland, Ohio        | Grandes Lagos                                                                        |
| Eleventh District    | Pacífico  | Alameda, Califórnia    | Califórnia, Arizona, Nevada e Utah                                                   |
| Thirteenth District  | Pacífico  | Seattle, Washington    | Oregon, Washington, Idaho e Montana                                                  |
| Fourteenth District  | Pacífico  | Honolulu, Havaí        | Territórios do Havaí e do Pacífico                                                   |
| Seventeenth District | Pacífico  | Juneau, Alasca         | Alasca                                                                               |

### Estabelecimentos costeiros

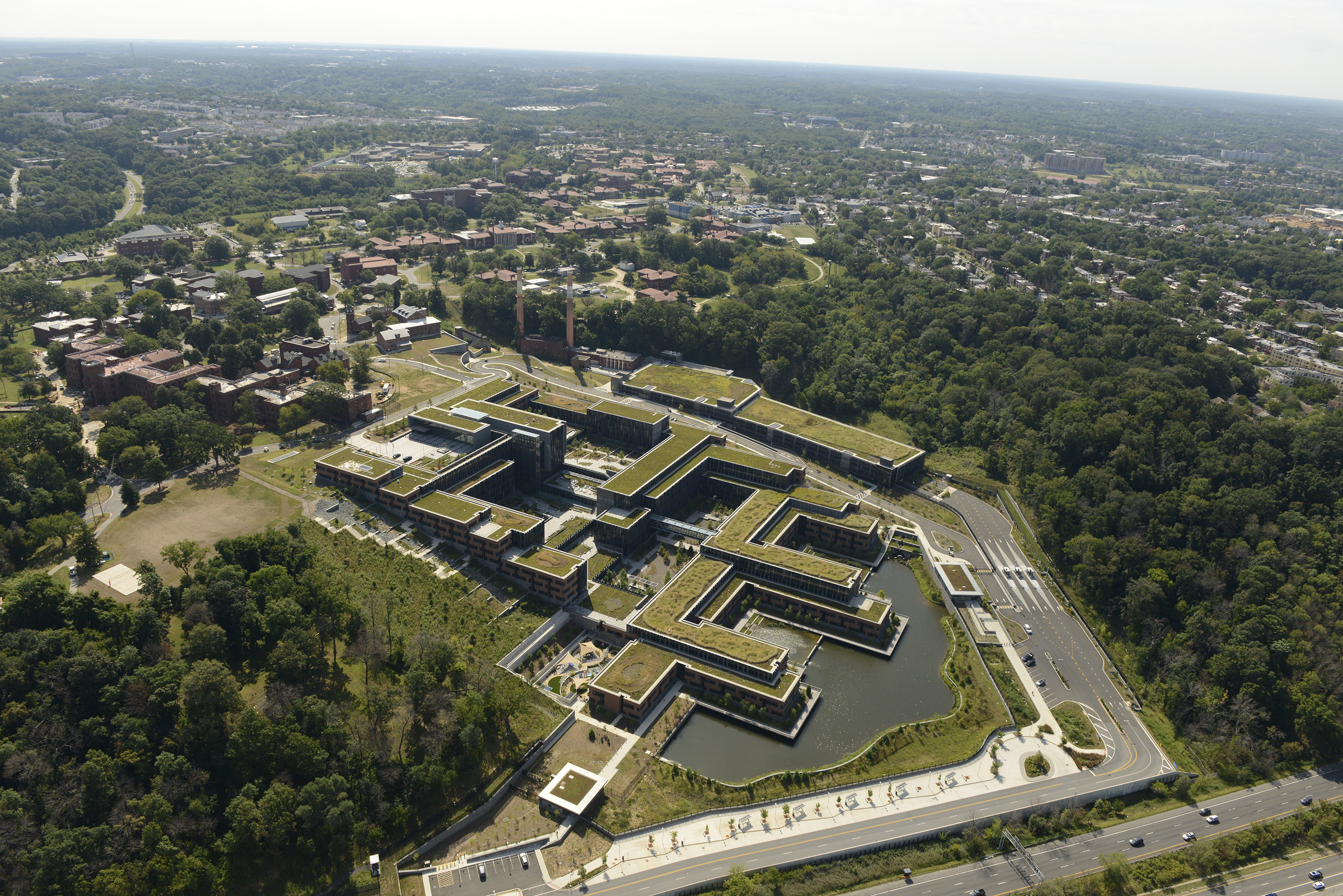
Edifício da Sede da Guarda Costeira Douglas A. Munro no Campus Oeste de St. Elizabeths

Os comandos de estabelecimento costeiro existem para apoiar e facilitar a missão dos meios marítimos e aéreos e da Defesa Costeira. A Sede da Guarda Costeira está localizada no sudeste de Washington, D.C.. Exemplos de outros tipos de estabelecimentos costeiros são os Coast Guard Sectors (que podem incluir Bases da Guarda Costeira), Surface Forces Logistics Center (SFLC), Coast Guard Stations, Coast Guard Air Stations e o United States Coast Guard Yard. Os centros de treinamento estão incluídos nos comandos do estabelecimento em terra. O colégio militar da USCG é chamado de United States Coast Guard Academy que treina novos oficiais por meio de um programa de quatro anos e pessoal alistado que ingressa nas fileiras de oficiais por meio de um programa de 17 semanas denominado Officer Candidate School (OCS). Abreviado como TRACEN, os outros centros de treinamento incluem o Training Center Cape May para bootcamp alistado, Training Center Petaluma, e o Training Center Yorktown para escolas "A" e escolas "C" alistadas e o Coast Guard Aviation Technical Training Center e o Coast Guard Aviation Training Center Mobile para a aviação, alistou-se escola "A", escolas "C" e treinamento de oficial piloto.

## Pessoal
A Guarda Costeira tem uma força de trabalho total de 57,000 funcionários da ativa, da Reserva e civis, apoiada por 21,000 voluntários auxiliares. O nome formal de um membro uniformizado da Guarda Costeira é Guarda Costeiro (Coast Guardsman), independentemente do sexo. "Coastie" é um termo informal comumente usado para se referir ao pessoal atual ou antigo da Guarda Costeira. Em 2008, o termo Guardião foi introduzido como alternativa, mas posteriormente foi abandonado. O almirante Robert J. Papp Jr. afirmou que acreditava que nenhum comandante tinha autoridade para mudar a forma como os membros da Guarda Costeira são chamados, já que o termo Guarda Costeiro é encontrado no Title 14 USC, que estabeleceu a Guarda Costeira em 1915. Team Coast Guard refere-se aos quatro componentes da Guarda Costeira como um todo: funcionários civis regulares, de reserva, auxiliares e da Guarda Costeira.

### Oficiais comissionados
Os oficiais comissionados da Guarda Costeira possuem níveis salariais que variam de O-1 a O-10 e têm a mesma estrutura de classificação da Marinha. Oficiais com patente de alferes (O-1) até tenente-comandante (O-4) são considerados oficiais subalternos, comandantes (O-5) e capitães (O-6) são considerados oficiais superiores e contra-almirantes (O-7) através dos almirantes (O-10) são considerados oficiais de bandeira. O Comandante da Guarda Costeira e o Vice-Comandante da Guarda Costeira são os únicos membros da Guarda Costeira autorizados a ocupar o posto de almirante.
A Guarda Costeira não possui médicos ou capelães próprios. Em vez disso, capelães da Marinha dos Estados Unidos, bem como oficiais do U.S. Public Health Service Commissioned Corps, são designados para a Guarda Costeira para desempenhar funções relacionadas a capelães e funções médicas, respectivamente. Esses oficiais usam uniformes da Guarda Costeira, mas substituem a insígnia da Guarda Costeira pela de seu próprio serviço.
A Marinha e a Guarda Costeira compartilham insígnias de oficial idênticas, exceto que os oficiais da Guarda Costeira usam um escudo dourado da Guarda Costeira no lugar de uma estrela de linha ou insígnia de oficial do corpo de estado-maior.
| Nível Salarial Dep. Defesa | O–10      | O–9            | O–8              | O–7                                | O–6     | O–5        | O–4             | O–3     | O–2                   | O–1    |
| Código da OTAN             | OF–9      | OF–8           | OF–7             | OF–6                               | OF–5    | OF–4       | OF–3            | OF–2    | OF–1                  | OF–1   |
| -------------------------- | --------- | -------------- | ---------------- | ---------------------------------- | ------- | ---------- | --------------- | ------- | --------------------- | ------ |
| Insígnia                   |           |                |                  |                                    |         |            |                 |         |                       |        |
| Título                     | Almirante | Vice-almirante | Contra-almirante | Contra-almirante (metade inferior) | Capitão | Comandante | Capitão-tenente | Tenente | Tenente (Grau Júnior) | Ensign |
| Abreviação                 | ADM       | VADM           | RADM             | RDML                               | CAPT    | CDR        | LCDR            | LT      | LTJG                  | ENS    |

### Subtenentes
Pessoal alistado altamente qualificado nos níveis salariais E-6 a E-9, com um mínimo de oito anos de experiência, pode competir todos os anos para nomeação como subtenentes (Warrant Officers (WO)). Os candidatos aprovados são escolhidos por um conselho e, em seguida, comissionados como subtenente dois (CWO2) em uma das vinte e uma especialidades. Com o tempo, os subtenentes podem ser promovidos a subtenente três (CWO3) e subtenente quatro (CWO4). As patentes de subtenente (WO1) e subtenente cinco (CWO5) não são usadas atualmente na Guarda Costeira. Os subtenentes também podem competir pelo programa de subtenente a tenente. Se selecionado, o suboficial será promovido a tenente (O-3E).
| Nível Salarial Dep. Defesa | W–4          | W–3          | W–2          |
| Código da OTAN             | WO–4         | WO–3         | WO–2         |
| -------------------------- | ------------ | ------------ | ------------ |
| Insígnia                   |              |              |              |
| Título                     | Subtenente 4 | Subtenente 3 | Subtenente 2 |
| Abreviação                 | CWO-4        | CWO-3        | CWO-2        |

### Alistados
Os membros alistados da Guarda Costeira têm níveis salariais de E-1 a E-9 e também seguem a mesma estrutura de classificação da Marinha. Os membros alistados com níveis salariais E-4 e superiores são considerados suboficiais e seguem caminhos de desenvolvimento de carreira muito semelhantes aos dos suboficiais da Marinha.
Os suboficiais com nível salarial E-7 e superior são suboficiais e devem frequentar a Coast Guard Chief Petty Officer Academy, ou uma escola equivalente do Departamento de Defesa, para serem avançados para o grau E-8. Os temas básicos da escola são:
- Profissionalismo;
- Liderança;
- Comunicações;
- Pensamento sistêmico e aprendizagem ao longo da vida.

A insígnia de alistamento também é quase idêntica à insígnia de alistamento da Marinha. O escudo da Guarda Costeira substituindo a águia do suboficial em dispositivos de colarinho e boné para suboficiais ou insígnias de classificação para marinheiros qualificados como designated striker. As marcas de taxa de grupo (listras) para membros alistados juniores (E-3 e abaixo) também seguem a convenção da Marinha com branco para marinheiro, vermelho para bombeiro e verde para aviador. Diferentemente das convenções da Marinha, todos os suboficiais E-6 e abaixo usam divisas vermelhas e todos os suboficiais usam ouro.
| Nível Salarial Dep. Defesa | Especial                             | E–9                                      | E–9                       | E–9               | E–8               | E–7              | E–6                           | E–5                          | E–4                        | E–3        | E–2                    | E–1                   |
| Código da OTAN             | OR–9                                 | OR–9                                     | OR–9                      | OR–9              | OR–8              | OR–7             | OR–6                          | OR–5                         | OR–4                       | OR–3       | OR–2                   | OR–1                  |
| -------------------------- | ------------------------------------ | ---------------------------------------- | ------------------------- | ----------------- | ----------------- | ---------------- | ----------------------------- | ---------------------------- | -------------------------- | ---------- | ---------------------- | --------------------- |
| Insígnia                   |                                      |                                          |                           |                   |                   |                  |                               |                              |                            |            |                        |                       |
| Título                     | Mestre Suboficial da Guarda Costeira | Vice-Chefe Suboficial da Guarda Costeira | Comando Mestre Suboficial | Suboficial Mestre | Suboficial Sênior | Suboficial Chefe | Suboficial de primeira classe | Suboficial de segunda classe | Suboficial Terceira Classe | Marinheiro | Aprendiz de Marinheiro | Recruta de marinheiro |
| Abreviação                 | MCPOCG                               | DMCPOCG                                  | CMC                       | MCPO              | SCPO              | CPO              | PO1                           | PO2                          | PO3                        | SN         | SA                     | SR                    |

### Treinamento

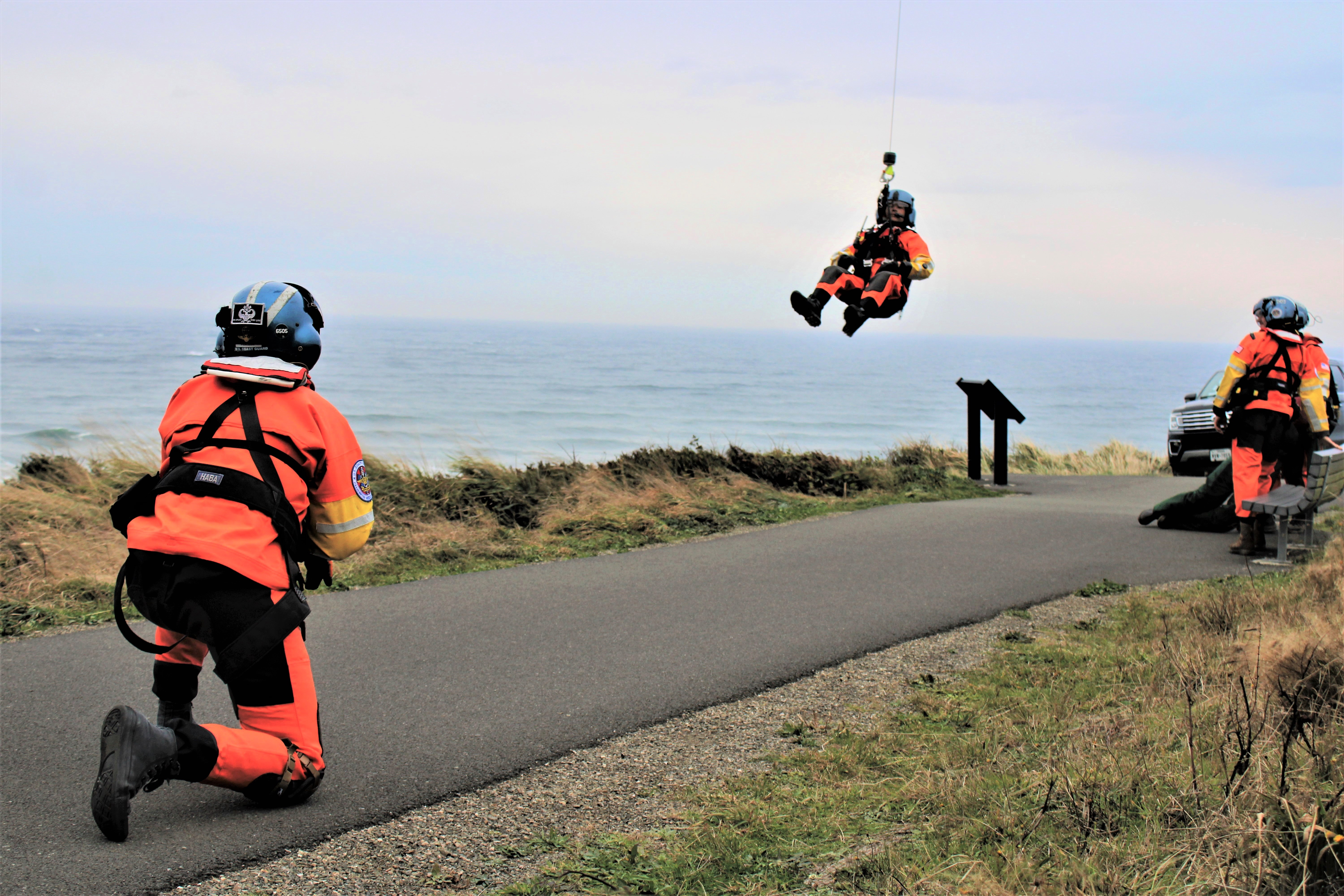
Exercício de treinamento no Cape Disappointment State Park

#### Treinamento de oficiais
A U.S. Coast Guard Academy é uma academia de serviço de quatro anos localizada em New London, Connecticut. Aproximadamente 200 cadetes se formam a cada ano, recebendo o título de Bacharel em Ciências e uma comissão como alferes da Guarda Costeira. Os graduados são obrigados a cumprir um mínimo de cinco anos na ativa. A maioria dos graduados é designada para trabalhar a bordo dos cutters da Guarda Costeira imediatamente após a formatura, seja como Deck Watch Officers (DWOs) ou como Engineer Officers in Training (EOITs).
Além da Academia, os futuros oficiais, que já possuam diploma universitário, podem ingressar na Guarda Costeira por meio da Officer Candidate School (OCS), também localizada na Coast Guard Academy. OCS é um curso de instrução de 17 semanas que prepara os candidatos para servir efetivamente como oficiais da Guarda Costeira. Além de doutrinar os alunos no estilo de vida militar, o OCS fornece uma ampla gama de informações altamente técnicas necessárias para desempenhar as funções de oficial da Guarda Costeira.
Os graduados da OCS geralmente são comissionados como alferes, mas alguns com pós-graduação avançada podem ingressar como tenentes (grau júnior) ou tenentes. Os oficiais graduados do OCS que entram na ativa devem servir um mínimo de três anos, enquanto os oficiais graduados da reserva devem servir quatro anos. Os graduados podem ser designados para um cutter, treinamento de voo, um trabalho de equipe ou um alojamento de operações em terra. O OCS é o principal canal através do qual os graus de alistamento da Guarda Costeira ascendem ao corpo de oficiais comissionados. Ao contrário dos outros serviços militares, a Guarda Costeira não possui um programa Reserve Officers' Training Corps (ROTC).
Advogados, engenheiros, oficiais de inteligência, aviadores militares com comissões em outros ramos das Forças Armadas dos Estados Unidos que solicitam transferências interserviços para a Guarda Costeira, graduados de academias marítimas e alguns outros indivíduos também podem receber uma comissão de oficial na Guarda Costeira através da Direct Commission Officer (DCO). Dependendo do programa específico e da formação do indivíduo, o curso dura três, quatro ou cinco semanas. A primeira semana do curso de cinco semanas é uma semana de doutrinação. O programa DCO é projetado para comissionar oficiais com treinamento profissional altamente especializado ou certos tipos de experiência militar anterior.

#### Treinamento de recrutamento

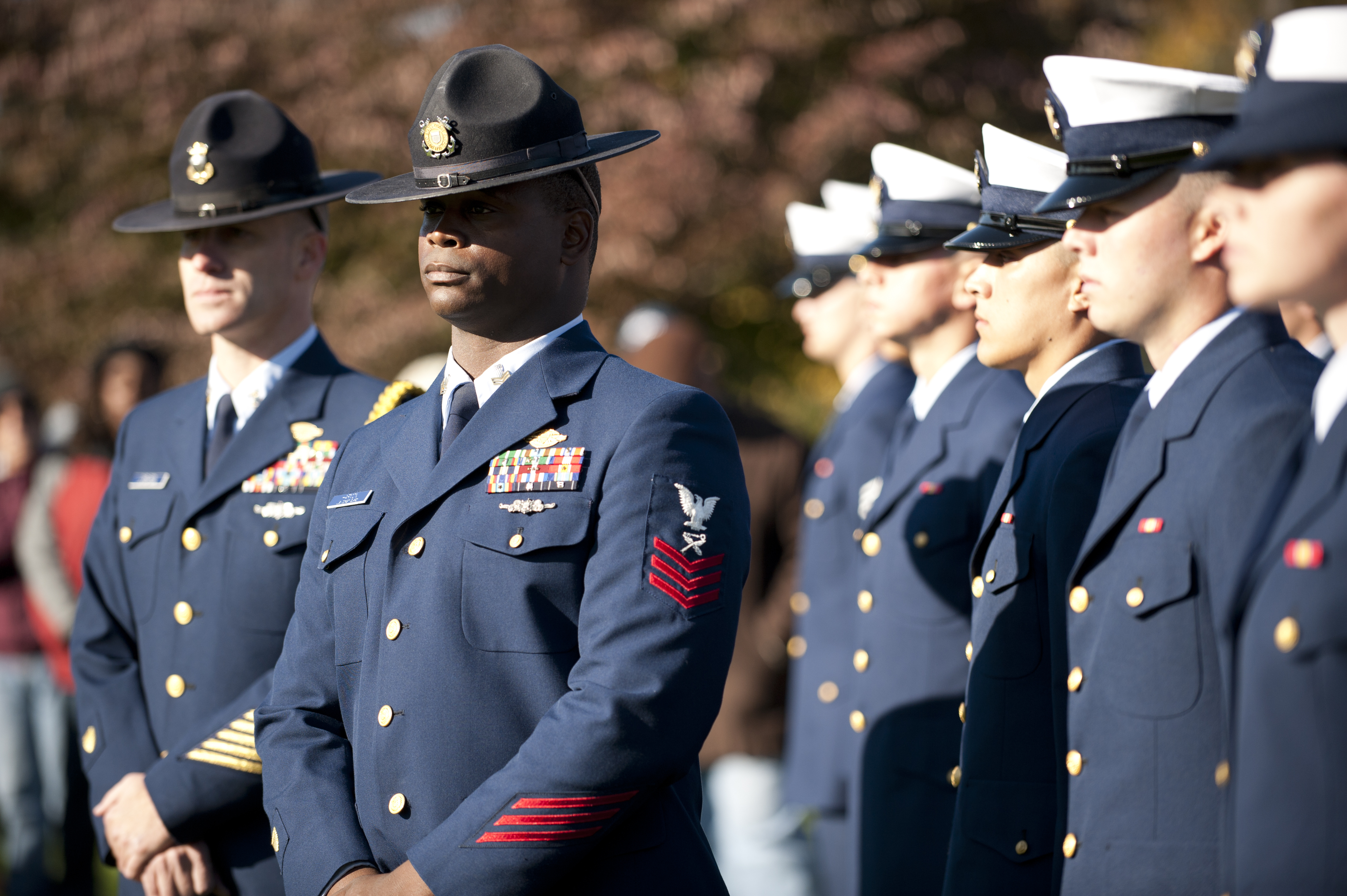
Companhias de recrutas que visitam o Cemitério Nacional de Arlington para um dia de liberdade fora da base, que é a única pausa em um campo de treinamento de oito semanas no Coast Guard Training Center em Cape May

O pessoal recém-alistado é enviado para oito semanas de treinamento de recrutamento no Coast Guard Training Center Cape May, em Cape May, Nova Jersey. Os novos recrutas chegam a Sexton Hall e lá permanecem durante três dias de processamento inicial, que inclui cortes de cabelo, vacinas, emissão de uniformes e outros procedimentos de entrada necessários. Durante este período de processamento inicial, os novos recrutas são liderados por comandantes de companhia temporários. Esses comandantes de companhia temporários têm a tarefa de ensinar aos novos recrutas como marchar e prepará-los para entrar na companhia designada. Os comandantes temporários de companhia normalmente não impõem nenhuma atividade física, como flexões ou abdominais. Concluído o processamento inicial, os novos marinheiros recrutas são apresentados aos seus comandantes permanentes de companhia, que permanecerão com eles até o final do treinamento. Normalmente há um comandante de companhia líder designado e dois comandantes de companhia de apoio. O restante do treinamento de oito semanas é gasto no aprendizado do trabalho em equipe e no desenvolvimento de habilidades físicas. Uma introdução sobre como a Guarda Costeira opera, com ênfase especial nos valores fundamentais da Guarda Costeira, é uma parte importante do treinamento.

#### Escolas de serviço
Após a formatura no treinamento de recrutamento, a maioria dos membros é enviada para sua primeira unidade enquanto aguarda ordens para frequentar o treinamento avançado nas escolas de Classe "A". Nas escolas "A", o pessoal alistado da Guarda Costeira é treinado na classificação escolhida; classificação é um termo da Guarda Costeira e da Marinha para habilidades alistadas, sinônimo dos Military Occupation Codes (MOS) do Exército e do Corpo de Fuzileiros Navais e do Air Force's Air Force Specialty Code (AFSC). Os membros que obtiveram pontuações altas no Armed Services Vocational Aptitude Battery (ASVAB) ou que de outra forma tiveram a garantia de uma escola "A" de escolha durante o alistamento podem ir diretamente para a escola "A" após a formatura no Boot Camp.

### Civis
A Guarda Costeira emprega mais de 8,300 civis em mais de duzentos tipos de trabalho diferentes, incluindo agentes especiais do Serviço de Investigação da Guarda Costeira, advogados, engenheiros, técnicos, pessoal administrativo, comerciantes e bombeiros federais. Funcionários civis trabalham em vários níveis na Guarda Costeira para apoiar as suas diversas missões.

## Equipamento

### Cutters

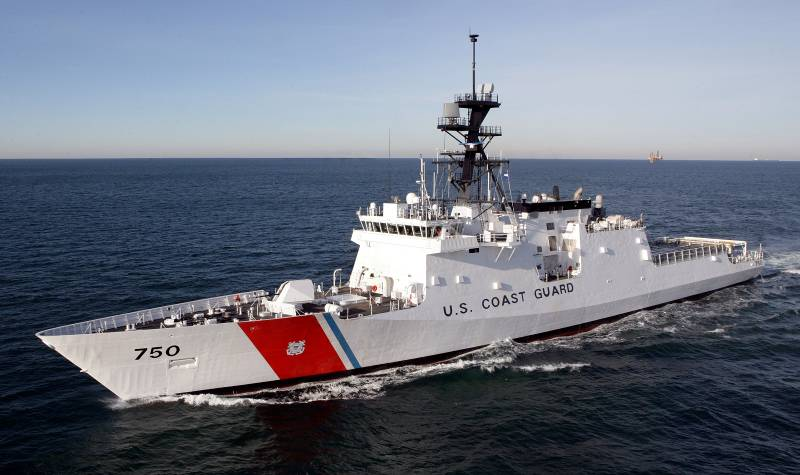
USCGC Bertholf, o primeiro cutter de Legend-class de segurança nacional

A Guarda Costeira opera 243 cutters, definido como qualquer embarcação com mais de 65 pés (20 m) de comprimento, que tenha uma tripulação designada permanentemente e acomodações para o apoio prolongado dessa tripulação.
- National Security Cutter (WMSL):[131] Também conhecida como classe Legend, esta é a mais recente classe de cutters de 418 pés (127 m) da Guarda Costeira. Com 418 pés, estes são os maiores cutters militares da USCG em serviço ativo. Os navios da classe Legend, um por um, substituíram os cutters da classe Hamilton dos da década de 1960, desativados individualmente (também conhecidos como High Endurance Cutter (WHEC)). Um total de onze foram autorizados e orçamentados; em 2021, oito estão em serviço e dois estão em construção.[132]
- Medium Endurance Cutter (WMEC):[133] Estes são principalmente os cutters da classe Reliance de 210 pés (64 m) e os cutters da classe Famous de 270 pés (82 m), embora o Alex Haley de 283 pés (86 m) também se enquadre nesta categoria. As missões primárias são aplicação da lei, busca e salvamento e defesa militar. Espera-se que os cutters da classe Heritage eventualmente substituam os cutters das classes Reliance e Famous à medida que forem concluídos.[134]
- Polar-class icebreaker (WAGB):[135] Existem três WAGB usados para quebra-gelo e pesquisa, embora apenas dois, o pesado Polar Star de 399 pés (122 m) e o mais novo Healy de classe média de 420 pés (130 m), estejam ativos.[136][137][138] O Polar Sea está localizado em Seattle, Washington, mas atualmente não está em serviço ativo. Os quebra-gelos estão sendo substituídos por novos quebra-gelos pesados no âmbito do programa quebra-gelo Polar, o maior navio da guarda costeira do mundo com entrega prevista para 2028.[139]
- USCGC Eagle:[140] Um barco à vela de 295 pés (90 m) usada como navio de treinamento para cadetes da Coast Guard Academy e candidatos a oficial da Guarda Costeira. Ela foi originalmente construída na Alemanha como Horst Wessel e foi apreendida pelos Estados Unidos como prêmio de guerra em 1945.[141]
- USCGC Mackinaw:[142] Um quebra-gelo pesado de 240 pés (73 m) construído para operações nos Grandes Lagos.[143]
- Seagoing Buoy Tender (WLB):[144] Esses navios de 225 pés (69 m) são usados para manter auxílios à navegação e também auxiliar na aplicação da lei e na busca e salvamento.
- Coastal Buoy Tender (WLM):[145] As boias costeiras da classe Keeper de 175 pés (53 m) são usadas para manter os auxílios costeiros à navegação.
- Sentinel-class cutter (WPC):[146] A classe Sentinel de 154 pés (47 m), também conhecida pelo nome de programa, classe Fast Response Cutter e é usada para trabalhos de busca e resgate e aplicação da lei.
- Bay-class icebreaking tug (WTGB):[147] Quebra-gelos de 140 pés (43 m) usados principalmente para missões domésticas de quebra-gelo. Outras missões incluem busca e salvamento, aplicação da lei e auxílio à manutenção da navegação.
- Patrol Boats (WPB):[148] Existem duas classes de WPBs atualmente em serviço; os barcos-patrulha da classe Island de 110 pés (34 m) e os barcos-patrulha da classe Marine Protector de 87 pés (27 m).
- Small Harbor Tug (WYTL):[149] Pequenos rebocadores quebra-gelo de 65 pés (20 m), usados principalmente para limpeza de gelo em portos domésticos, além de funções limitadas de busca e salvamento e aplicação da lei.

### Barcos

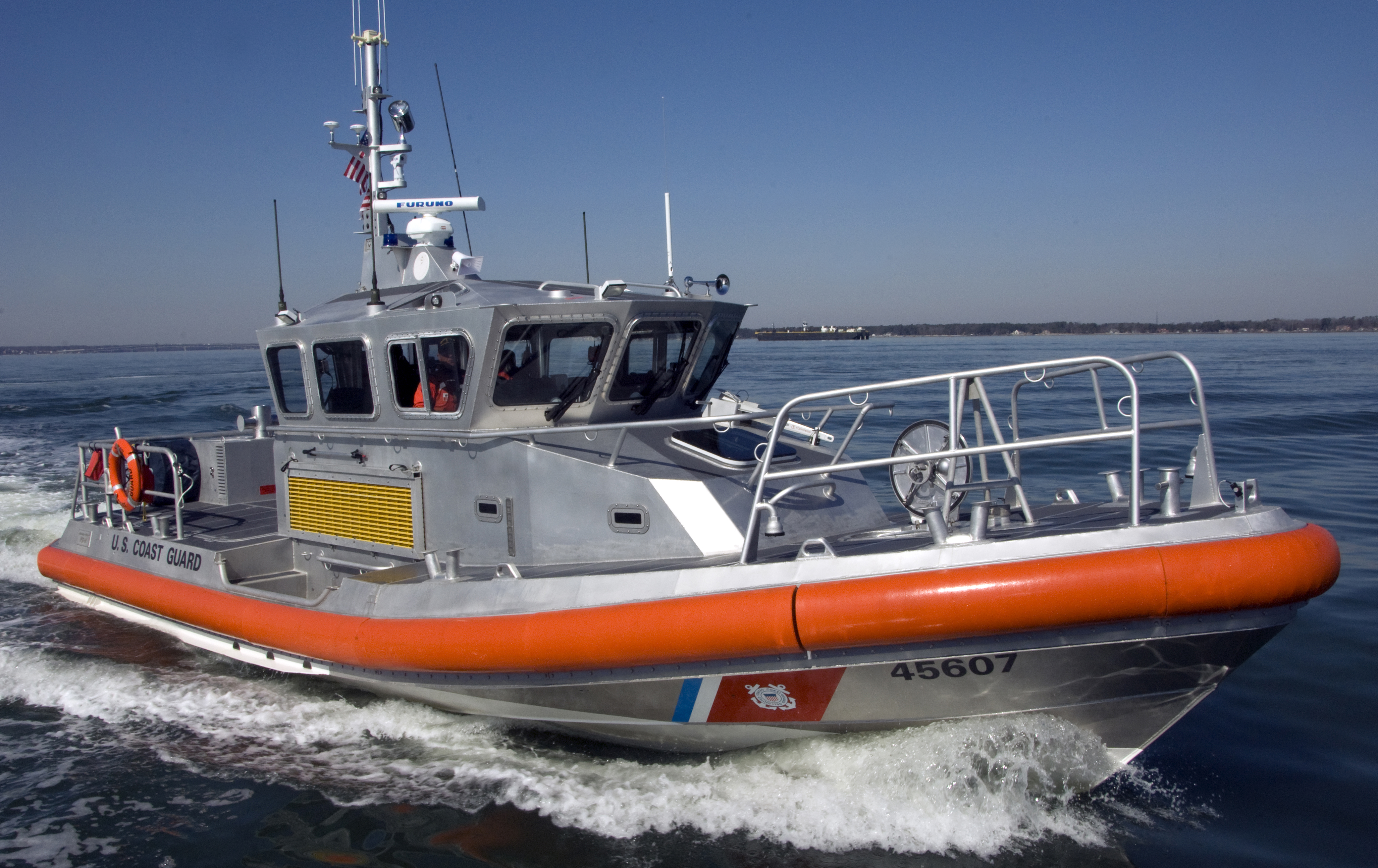
Um barco de resposta médio da Guarda Costeira 45 pés (14m) (RB-M)

A Guarda Costeira opera cerca de 1.650 barcos, definido como qualquer embarcação com menos de 20 m de comprimento, que geralmente opera perto da costa e em vias navegáveis interiores.
A frota de barcos da Guarda Costeira inclui:
- Motor Lifeboat (MLB):[151] O principal barco de 47 pés (14 m) da Guarda Costeira para condições climáticas adversas, usado para busca e resgate, bem como para aplicação da lei e segurança interna.
- Response Boat – Medium (RB-M):[152] Uma nova embarcação multimissão de 45 pés (14 m) destinada a substituir o barco utilitário de 41 pés (12 m).
- Special Purpose Craft:[153] Barco salva-vidas próximo à costa: apenas 2 construídos. Bote salva-vidas de calado raso e 42 pés (13 m) substituído pelo barco salva-vidas a motor de 47 pés (14 m), baseado em Chatham, Massachusetts.[154]
- Deployable Pursuit Boat (DPB):[155] Uma lancha de 38 pés (12 m) capaz de perseguir embarcações de contrabando rápido de cocaína.
- Long Range Interceptor (LRI):[156] Uma lancha de alta velocidade de 36 pés (11 m) que pode ser lançada a partir das rampas de popa dos cutters maiores de águas profundas.
- Aids to Navigation Boats (TANB/BUSL/ANB/ANB):[157] Vários designs variando de 26 a 55 pés (7,9 a 16,8 m) usados para manter auxílios à navegação.
- Special Purpose Craft – Law Enforcement (SPC-LE):[158] Destinado a operar em apoio a missões especializadas de aplicação da lei, utilizando três motores Mercury Marine de 300 cavalos (220 kW). O SPC-LE tem 33 pés (10 m) de comprimento e é capaz de atingir velocidades superiores a 50 nós (93 km/h; 58 mph) e operações a mais de 30 milhas (48 km) da costa.
- Response Boat – Small (RB-S):[159] Um barco de alta velocidade de 25 pés (7,6 m), para uma variedade de missões, incluindo busca e salvamento, segurança portuária e tarefas de aplicação da lei.
- Transportable Port Security Boat (TPSB):[160] Um barco bem armado de 25 pés (7,6 m) usado pelas Unidades de Segurança Portuária para proteção da força.
- Over-the-Horizon (OTH) boat:[161] Barco inflável de casco rígido de 23 pés (7,0 m) usado por cutters de média e alta resistência e unidades especializadas.
- Short Range Prosecutor (SRP):[162] Um barco inflável de casco rígido de 23 pés (7,0 m) que pode ser lançado de uma rampa de lançamento de popa nos cutters de Segurança Nacional.

### Aeronaves

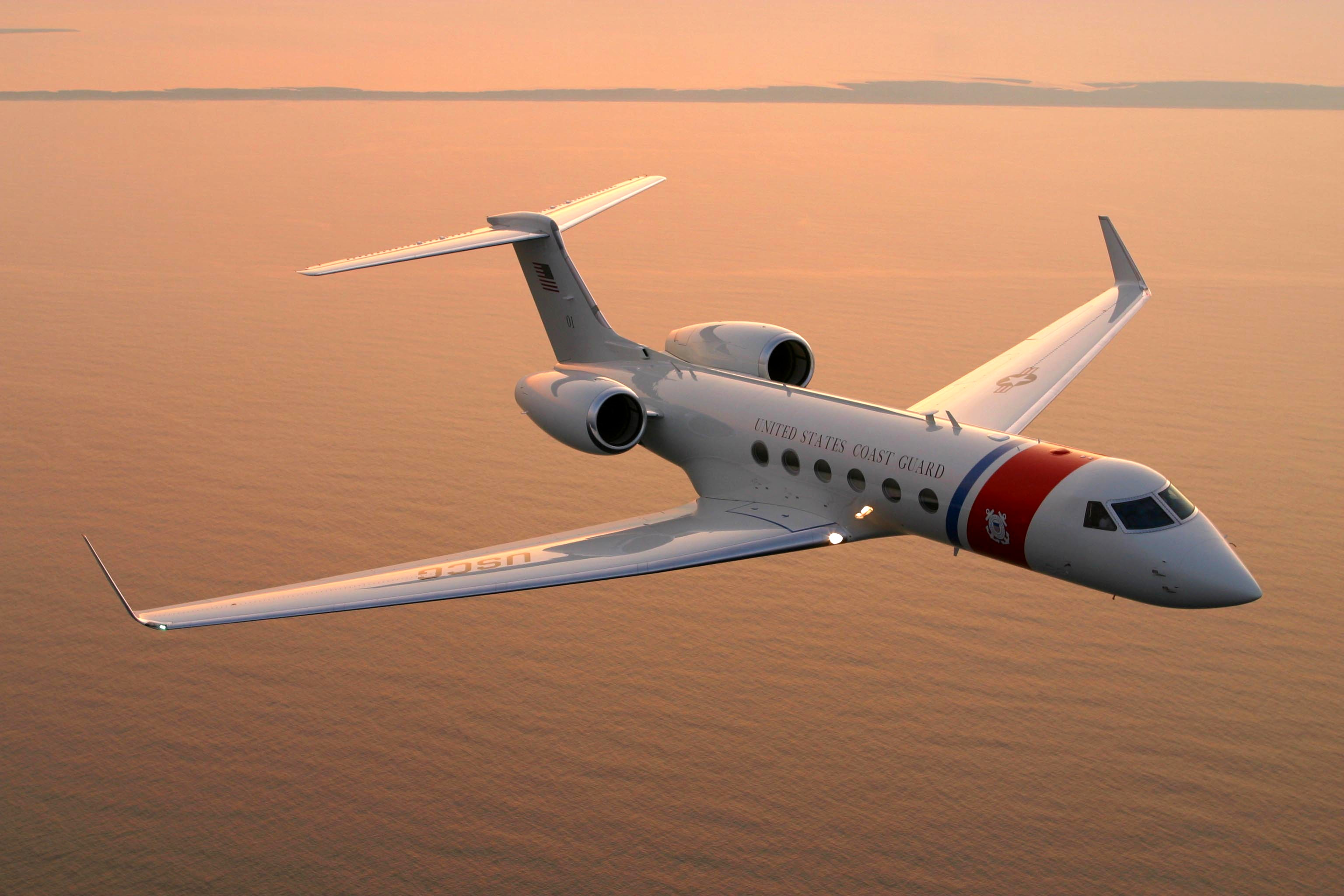
Um C-37A Gulfstream em voo

A Guarda Costeira opera aproximadamente 201 aeronaves de asa fixa e rotativa de 24 estações aéreas da Guarda Costeira nos Estados Unidos, Alasca, Havaí e Porto Rico. A maioria dessas estações aéreas são atividades arrendadas em aeroportos civis, vários dos quais são antigas Bases da Força Aérea e Estações Aéreas Navais, embora várias também sejam instalações militares independentes. As Estações Aéreas da Guarda Costeira também estão localizadas em Estações Aéreas Navais ativas, bases da Guarda Aérea Nacional e Campos Aéreos do Exército.
Os aviadores da Guarda Costeira recebem treinamento de voo primário (asa fixa) e avançado (asa fixa ou rotativa) com seus colegas da Marinha e do Corpo de Fuzileiros Navais na NAS Whiting Field, Flórida, e na NAS Corpus Christi, Texas, e são considerados Aviadores Navais. Depois de receber as asas de aviador naval, os pilotos da Guarda Costeira, com exceção daqueles programados para voar no HC-130, reportam-se ao U.S. Coast Guard Aviation Training Center em Mobile, Alabama, para receber de 6 a 12 semanas de treinamento especializado nas aeronaves da frota da Guarda Costeira que irão operar. Pilotos de HC-130 se reportam à Base Aérea Little Rock, Arkansas, para treinamento conjunto de C-130 sob os auspícios da 314th Airlift Wing da Força Aérea dos Estados Unidos.
Aeronaves de asa fixa operam a partir de estações aéreas em missões de longa duração. Os helicópteros operam a partir de estações aéreas e podem ser implantados em vários cutters diferentes. Os helicópteros podem resgatar pessoas ou interceptar navios que contrabandeiam migrantes ou narcóticos. Desde os ataques terroristas de 11 de setembro de 2001, a Guarda Costeira desenvolveu um papel mais proeminente na segurança nacional e dispõe agora de helicópteros armados que operam em áreas de alto risco para fins de aplicação da lei marítima e antiterrorismo.
A Guarda Costeira está agora desenvolvendo um programa de unmanned aerial vehicle (UAV) que utilizará a plataforma MQ-9 Reaper para segurança interna e operações de busca/resgate. Para apoiar este esforço, a Guarda Costeira fez parceria com a Marinha e a Serviço de Imigração e Controle de Aduanas dos Estados Unidos para estudar o unmanned aerial system (UAS) existente/emergente. À medida que estes sistemas amadurecem, a investigação e a experiência operacional adquiridas a partir deste esforço conjunto permitirão à Guarda Costeira desenvolver as suas próprias capacidades de corte e UAS terrestres.

### Armas

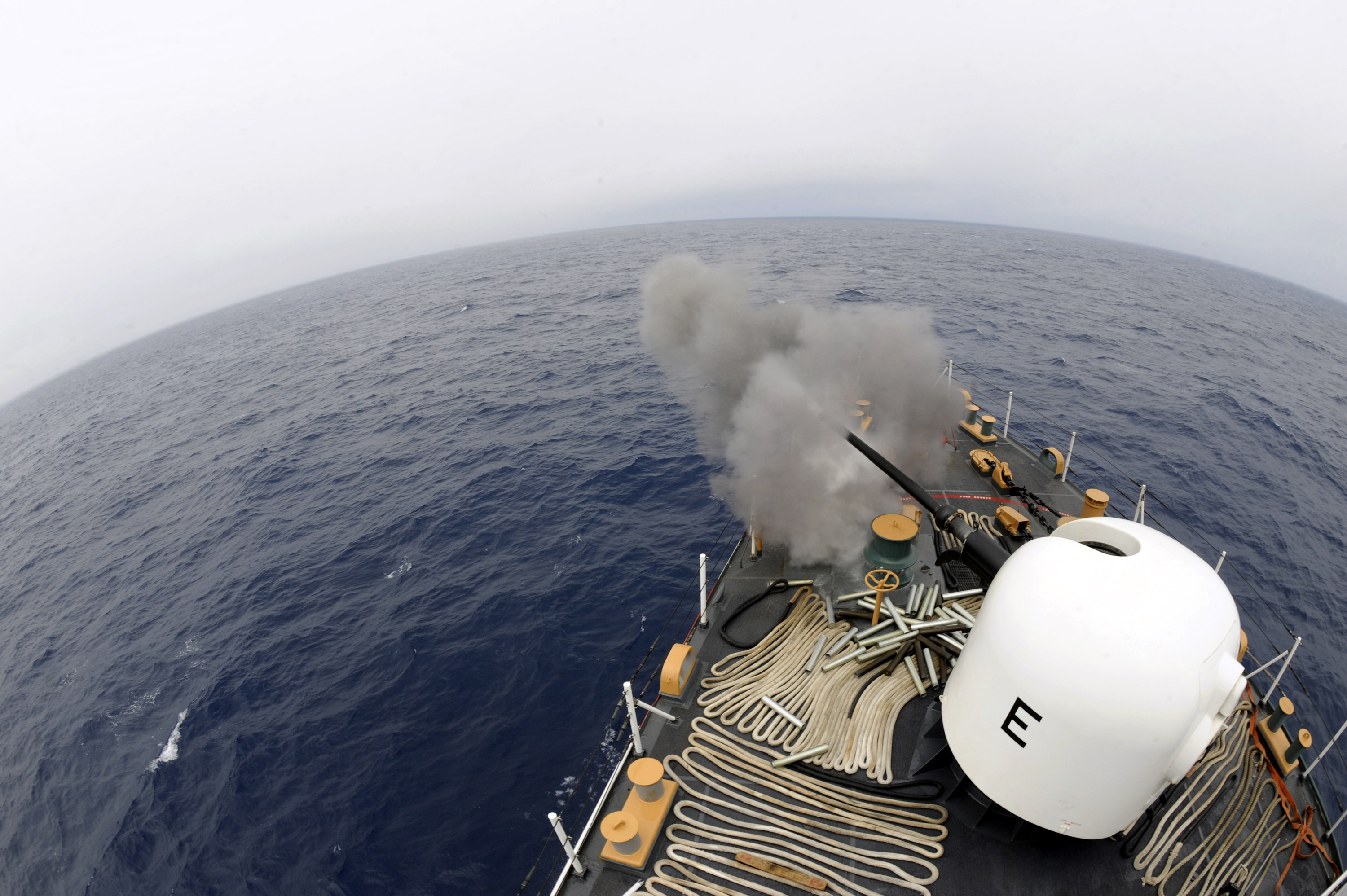
USCGC Legare dispara o canhão MK-75 de 76 mm do navio

#### Armas navais
A maioria dos cutters da Guarda Costeira tem um ou mais sistemas de armas navais instalados, incluindo:
- O Oto Melara 76 mm,[167] um sistema de canhão controlado por computador guiado por radar que é usado em cutters de média resistência. A alta cadência de tiro do canhão de 3 polegadas e a disponibilidade de munição especializada tornam-no um canhão multifuncional capaz de antinavio, antiaéreo, apoio terrestre e defesa antimísseis de curto alcance.
- A arma MK 110 57 mm,[168] uma variante controlada por computador guiada por radar do canhão Bofors 57 mm. É usado no cutter da classe Legend, também conhecido como National Security Cutter (NSC). É uma arma multifuncional capaz de defesa antinavio, antiaérea e antimísseis de curto alcance. A montagem furtiva possui um perfil de radar reduzido. Além disso, a arma possui um pequeno radar montado no cano da arma para medir a velocidade da boca para fins de controle de fogo e pode alterar os tipos de munição instantaneamente devido a um sistema de alimentação dupla. Também pode ser operado/disparado manualmente usando um joystick e uma câmera de vídeo (montada na arma).
- O Mk 38 Mod 0,[169] o sistema de armas consiste em uma metralhadora M242 Bushmaster de 25 mm e o suporte para a metralhadora Mk 88 Mod 0. Um sistema tripulado, sua estabilização giroscópica compensa o deck de lançamento. Ele fornece aos navios capacidade de tiro defensivo e ofensivo para o combate a uma variedade de alvos de superfície. Projetado principalmente como uma medida defensiva de curto alcance, fornece proteção contra barcos de patrulha, minas flutuantes e vários alvos baseados em terra.
- O Mk 38 Mod 2,[169] o sistema de armas é um Mk 38 operado remotamente com mira óptica eletrônica, telêmetro a laser, FLIR, um sistema de alimentação mais confiável, todos os quais melhoram as capacidades e a precisão dos sistemas de armas.
- O Phalanx CIWS,[170] é um sistema de armas aproximado para defesa contra aeronaves e mísseis antinavio. Também pode ser usado contra uma variedade de alvos de superfície. Composto por um canhão M61 Vulcan de 20 mm e 6 canos guiado por radar montado em uma base giratória, é usado nos cutters de Segurança Nacional da Guarda Costeira. Este sistema pode operar de forma autônoma contra ameaças aéreas ou pode ser operado manualmente com o uso de mira óptica eletrônica, telêmetro a laser e sistemas FLIR contra alvos de superfície.
- O Sea PROTECTOR MK50,[171] é uma metralhadora pesada calibre M2 .50 giroestabilizada controlada remotamente. O pacote de visão inclui uma câmera de vídeo diurna, uma câmera térmica e um telêmetro a laser seguro para os olhos, operado por um joystick. Também é equipado com um sistema de controle de incêndio totalmente integrado que fornece correção balística. Os Mk50s são usados em apenas quatro cutters da classe Marine Protector, o USCGC Sea Fox (WPB-87374), USCGC Sea Devil (WPB-87368), USCGC Sea Dragon (WPB-87367) e USCGC Sea Dog (WPB-87373).

#### Armas pequenas e armas leves

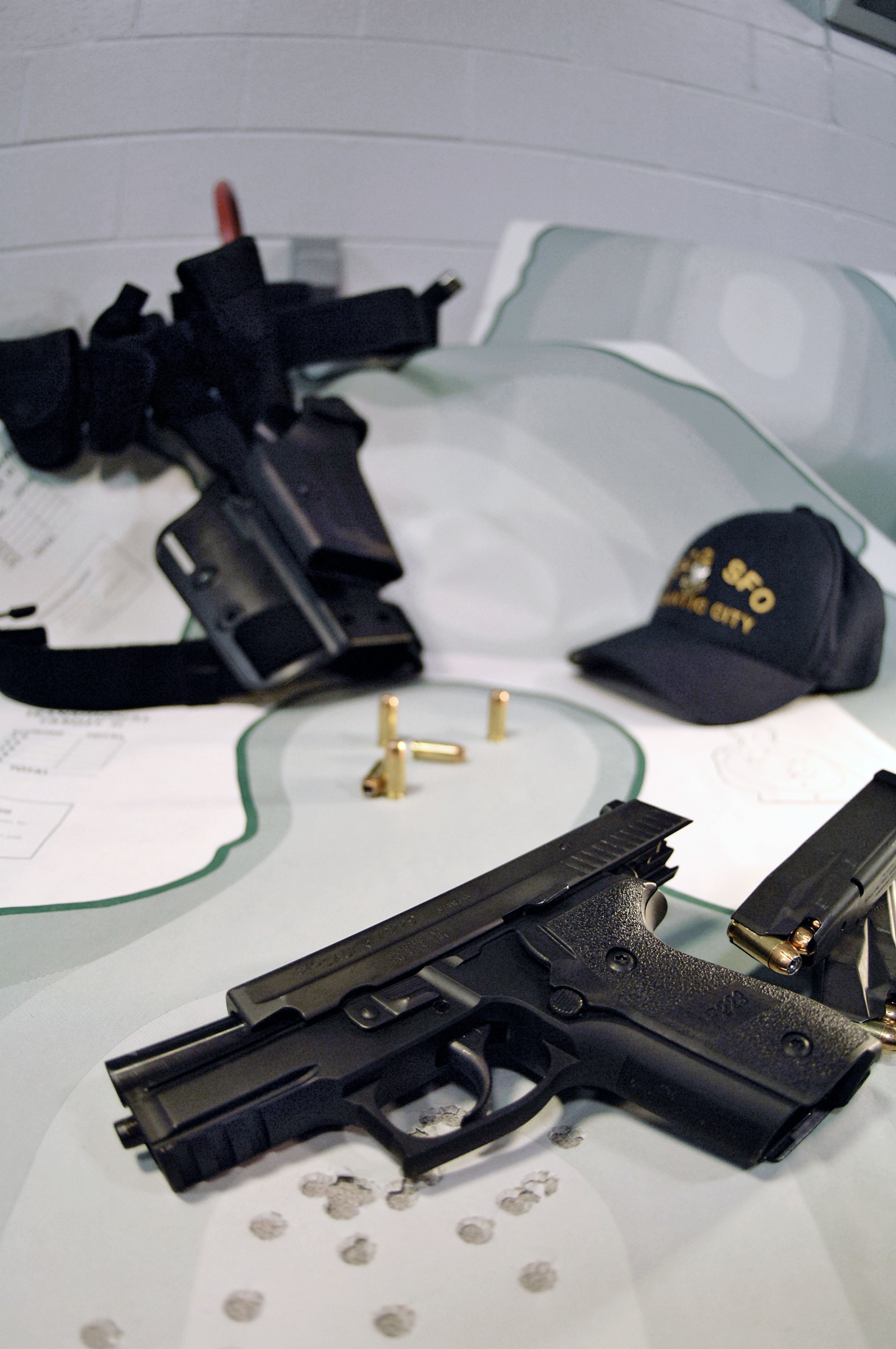
A SIG P229R-DAK é a arma padrão da Guarda Costeira dos EUA.

A Guarda Costeira usa uma grande variedade de armas pequenas e leves. Revólveres, espingardas e rifles são usados para armar a tripulação do barco e os membros da equipe de embarque, e metralhadoras são montadas a bordo de cortadores, barcos e helicópteros.
Armas pequenas e armas leves incluem:
- Pistola Beretta M9 9mm;
- Pistola SIG Sauer P229R DAK .40 S&W;
- Espingarda Remington M870P calibre 12;
- Fuzil M16A2;
- Carabina M4;
- Carabina Mk 18;
- Rifle tático M14;
- Mk 11 (KAC SR-25);
- Rifle de precisão Mk 11 Mod 2;
- Metralhadora FN M240;
- Metralhadora pesada calibre M2 .50;
- Lançador de granadas Mk 19 de 40 mm;
- Rifle Barrett M107 calibre .50, usado por atiradores do Helicopter Interdiction Tactical Squadron e Law Enforcement Detachments para desativar os motores de barcos em fuga.

## Símbolos

### Valores fundamentais
A Guarda Costeira, como as outras Forças Armadas dos Estados Unidos, tem um conjunto de valores fundamentais que servem como diretrizes éticas básicas para todos os membros da ativa, reservistas, auxiliares e civis da Guarda Costeira. Os Valores Fundamentais da Guarda Costeira são:
- Honra: Integridade é nosso padrão. Demonstramos conduta ética e comportamento moral intransigentes em todas as nossas ações pessoais. Somos leais e responsáveis perante a confiança do público;
- Respeito: Valorizamos nossa força de trabalho diversificada. Tratamos uns aos outros com justiça, dignidade e compaixão. Encorajamos oportunidades e crescimento individuais. Incentivamos a criatividade através do empoderamento. Trabalhamos em equipe;
- Devoção ao Dever: Somos profissionais, militares e civis, que buscam responsabilidade, aceitam responsabilidades e estão comprometidos com o alcance bem-sucedido de nossos objetivos organizacionais. Existimos para servir. Servimos com orgulho.

### Guardian Ethos
Em 2008, a Guarda Costeira introduziu o Guardian Ethos. Como observou o Comandante Almirante Allen em uma mensagem a todos os membros da Guarda Costeira: [O Ethos] "define a essência da Guarda Costeira" e é o "contrato que a Guarda Costeira e seus membros fazem com a nação e seus cidadãos."

### Coast Guard Ethos
Em uma mensagem da ALCOAST com vigência em 1 de dezembro de 2011, o Comandante, Almirante Papp, determinou que a linguagem do Guardian Ethos fosse substituída pelo Coast Guard Ethos, em um esforço para usar uma terminologia que ajudaria na identidade do pessoal servindo na Guarda Costeira. O termo Guarda Costeiro (Coast Guardsman) é a forma correta de endereço usada no Title 14 USC e é a forma que tem sido usada historicamente. Isso mudou a linha do Guardian Ethos "Eu sou um Guardião" para se tornar "Eu sou um guarda costeiro".
O Ethos é:
A serviço da nossa nação
Com Honra, Respeito e Devoção ao Dever
Nós protegemos
Nós defendemos
Nós salvamos
Somos Sempre Paratus
Somos a Guarda Costeira dos Estados Unidos
— O Ethos da Guarda Costeira

### Credo do Guarda Costeiro dos Estados Unidos
O "Credo do Guarda Costeiro dos Estados Unidos" foi escrito pelo vice-almirante Harry G. Hamlet, que serviu como comandante da Guarda Costeira de 1932 a 1936.
Tenho orgulho de ser um guarda costeiro dos Estados Unidos.
Reverencio aquela longa linhagem de marinheiros experientes que, pela sua devoção ao dever e sacrifício pessoal, tornaram possível que eu fosse membro de um serviço honrado e respeitado, na paz e na guerra, em todo o mundo.
Eu nunca, por palavra ou ação, trarei censura ao bom nome do meu serviço, nem permitirei que outros o façam sem contestação.
Obedecerei com alegria e boa vontade a todas as ordens legais.
Estarei sempre na hora certa para aliviar e me esforçarei para fazer mais, e não menos, do que a minha parte.
Estarei sempre no meu posto, alerta e cumprindo meus deveres.
Na medida do possível, irei trazer aos meus idosos soluções e não problemas.
Viverei com alegria, mas sempre com o devido respeito pelos direitos e privilégios dos outros.
Procurarei ser um cidadão modelo na comunidade em que vivo.
Venderei caro a vida a um inimigo do meu país, mas a darei gratuitamente para resgatar aqueles que estão em perigo.
Com a ajuda de Deus, procurarei ser uma de Suas Obras mais nobres...
UM GUARDA COSTEIRA DOS ESTADOS UNIDOS.
— Credo do Guarda Costeiro dos Estados Unidos

### "You have to go out, but you don't have to come back!"
Este lema não oficial da Guarda Costeira data de um regulamento do United States Lifesaving Service de 1899, "Ao tentar um resgate, ... ele não desistirá de seus esforços até que, por julgamento real, seja demonstrada a impossibilidade de efetuar um resgate. A declaração do detentor de que ele não tentou usar o barco porque o mar ou as ondas estavam muito pesado não será aceito, a menos que tentativas de lançá-lo tenham sido realmente feitas e fracassadas."

### Bandeira da Guarda Costeira

Bandeira da Guarda Costeira dos Estados Unidos

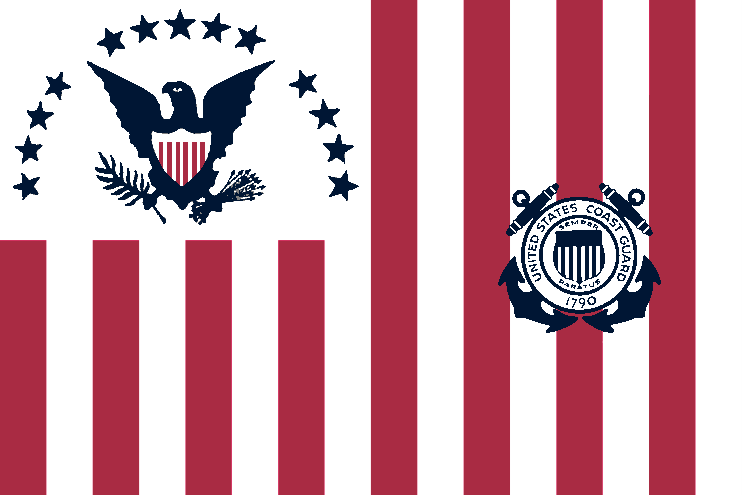
Ex-bandeiras da Guarda Costeira, usado de 1915 a 1953

A Bandeira da Guarda Costeira foi hasteada pela primeira vez pelo Revenue Cutter Service em 1799 para distinguir os cutters de receitas dos navios mercantes. Uma ordem de 1 de agosto de 1799 emitida pelo Secretário do Tesouro Oliver Wolcott Jr. especificou que a Bandeira teria "dezesseis listras perpendiculares (para o número de estados dos Estados Unidos na época), alternados em vermelho e branco, a união da bandeira ser as armas dos Estados Unidos em azul escuro em um campo branco".
Esta bandeira tornou-se familiar nas águas americanas e serviu como sinal de autoridade para o Revenue Cutter Service até o início do Século XX. A bandeira foi originalmente planejada para ser transportada apenas em cutters de receitas e barcos conectados ao Serviço de Alfândega, mas com o passar dos anos ela também foi encontrada voando no topo de alfândegas, e a prática tornou-se uma exigência em 1874. Em 7 de junho de 1910, o presidente William Howard Taft emitiu uma Ordem Executiva adicionando um emblema (ou "desfigurando") a bandeira hasteada pelos cutters de receita para distingui-la do que agora é chamado de Bandeira da Alfândega transportada pelas alfândegas. O emblema foi alterado para o selo oficial da Guarda Costeira em 1927.

### Padrão da Guarda Costeira
O Padrão da Guarda Costeira é usado em desfiles e traz as honras de batalha da Guarda Costeira. Foi derivado do jack da bandeira da Guarda Costeira, que era pilotado por cutters de receitas. O emblema é uma águia azul do brasão dos Estados Unidos em um campo branco. Acima da águia estão as palavras "UNITED STATES COAST GUARD", abaixo da águia está o lema "SEMPER PARATUS" e a inscrição "1790".

### Marca de serviço (Racing Stripe)
A Racing Stripe, oficialmente conhecida como Service Mark, foi projetada em 1964 pelo escritório de design industrial da Raymond Loewy Associates para dar à Guarda Costeira uma imagem moderna e distinta. Loewy projetou as cores da frota do Força Aérea Um para Jackie Kennedy. O presidente Kennedy ficou tão impressionado com seu trabalho que sugeriu que todo o governo federal precisava de uma reforma e sugeriu que começasse com a Guarda Costeira. As listras são inclinadas em um ângulo de 64 graus, coincidentemente o ano em que a Racing Stripe foi projetada.
A Racing Stripe é usada por cutters, aeronaves e muitos barcos da Guarda Costeira. Usado pela primeira vez e colocado em uso oficial em 6 de abril de 1967, consiste em uma estreita faixa azul, uma estreita faixa branca no meio e uma larga barra vermelha CG com o escudo da Guarda Costeira centralizado. Os quebra-gelos de casco vermelho e a maioria dos helicópteros HH-65/MH-65 (ou seja, aqueles com fuselagem vermelha) apresentam uma estreita faixa azul, uma estreita faixa vazia da cor da fuselagem (uma faixa vermelha implícita) e uma larga barra branca, com o escudo da Guarda Costeira centralizado. Por outro lado, os cutters de casco preto (como os de boia e de construção interior) usam a faixa de corrida padrão. As embarcações auxiliares mantidas pela Guarda Costeira também carregam a Racing Stripe, mas em cores invertidas (ou seja, ampla faixa azul com estreitas faixas brancas e vermelhas CG) e o Escudo Auxiliar. Desenhos semelhantes de faixas de corrida foram adotados para uso de outras guardas costeiras e autoridades marítimas e de muitas outras agências de aplicação da lei e de resgate.

## Uniformes

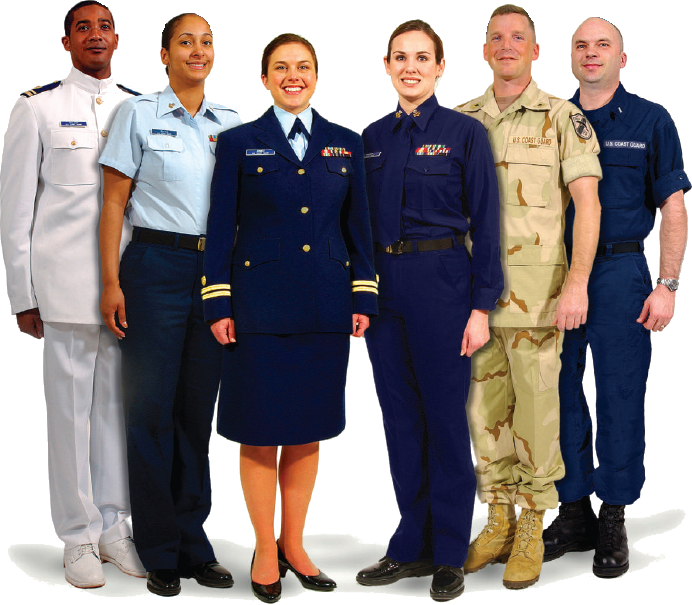
Foto mostrando uma variedade de uniformes da Guarda Costeira. A partir da esquerda: vestido de serviço branco, azul tropical, vestido de serviço azul, vestido de inverno azul, uniforme utilitário camuflado, uniforme operacional

Durante a maior parte da história da Guarda Costeira, seus uniformes refletiram em grande parte o estilo dos uniformes da Marinha dos Estados Unidos, distinguíveis apenas por suas insígnias. Em 1974, sob a liderança do almirante Chester R. Bender, foram introduzidas as versões iniciais dos atuais uniformes azuis e tropicais do serviço da Guarda Costeira. Isso representou um grande afastamento de muitas convenções comuns em uniformes navais e marítimos. Notavelmente, o "Bender's Blues" era um uniforme de serviço comum para todas as categorias, dispensando o terno de marinheiro e o boné de marinheiro anteriormente usados pelos membros alistados.
As insígnias de classificação permaneceram consistentes com o padrão naval e alguns itens distintamente náuticos, como o casaco, a espada de oficial e os uniformes brancos permaneceram.
Hoje, os uniformes da Guarda Costeira permanecem entre os mais simples de qualquer ramo das forças armadas, com menos uniformes e variantes de uniformes do que as outras forças armadas. Existem apenas três uniformes que normalmente servem como uniformes padrão da época - o Uniforme de Gala Operacional, Azul Tropical e Azul de Serviço (Bravo).

## Reserva da Guarda Costeira

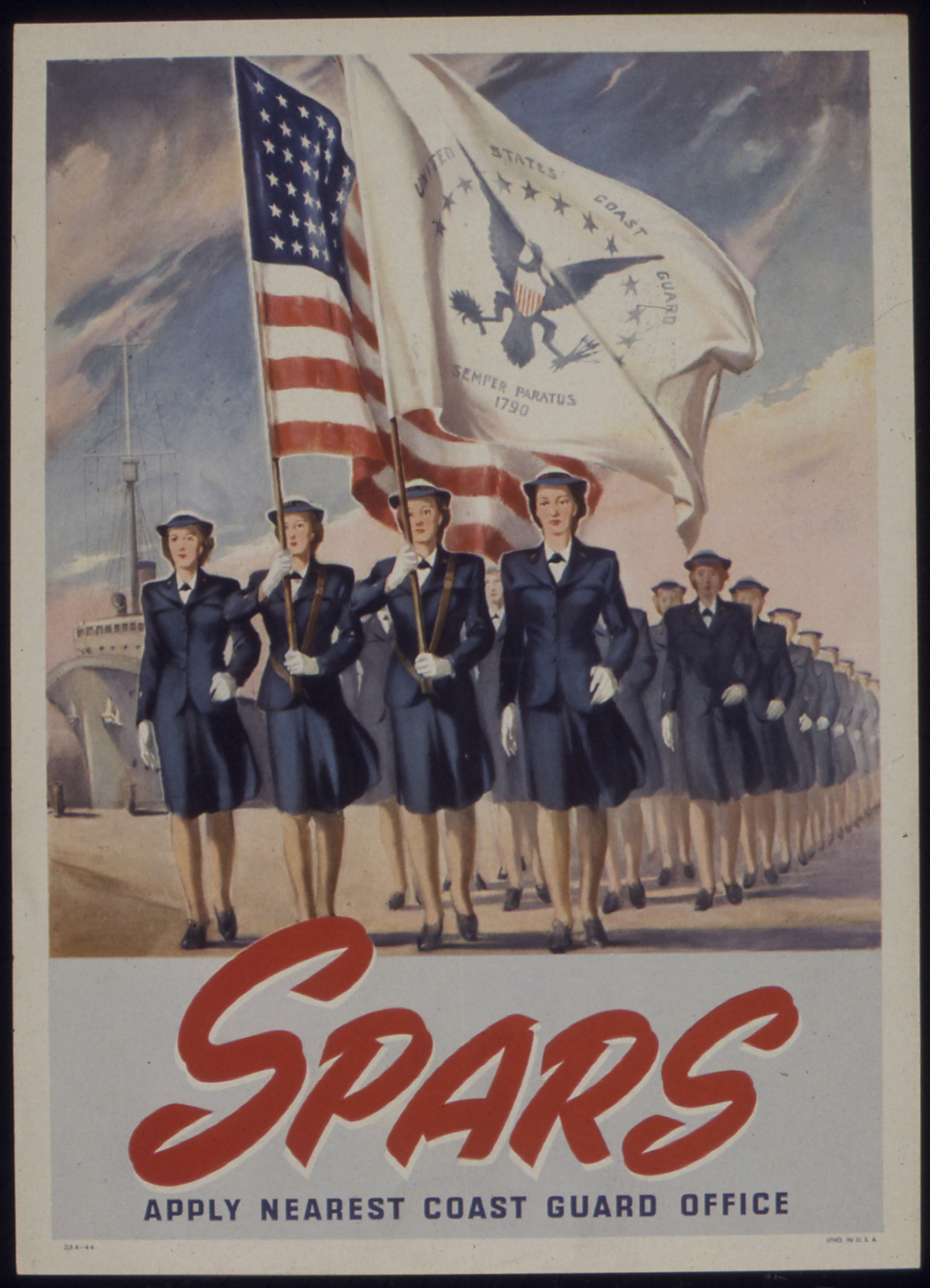
Pôster de recrutamento da United States Coast Guard Women's Reserve, durante a Segunda Guerra Mundial.

A Reserva da Guarda Costeira dos Estados Unidos é a força militar de reserva da Guarda Costeira. A Reserva da Guarda Costeira foi fundada em 19 de fevereiro de 1941. A Guarda Costeira tem 7,800 funcionários militares de Reserva que normalmente treinam dois dias por mês e 12 dias adicionais de serviço ativo a cada ano, embora muitos realizem exercícios adicionais e períodos de serviço ativo, para incluir aqueles mobilizados para serviço ativo estendido. Os reservistas da Guarda Costeira possuem o mesmo treinamento e qualificações que seus colegas da ativa e, como tal, podem ser encontrados aumentando as unidades da Guarda Costeira na ativa todos os dias.
Durante a Guerra do Vietnã e pouco depois, a Guarda Costeira considerou abandonar o programa de reserva, mas a força foi reorientada para o aumento da força, onde o seu foco principal não eram apenas as operações de reserva, mas para aumentar a prontidão e a execução da missão de todos os dias. pessoal da ativa.
Desde 11 de setembro de 2001, os reservistas foram ativados e serviram em missões de serviço ativo, incluindo desdobramentos no Golfo Pérsico e também como partes dos comandos combatentes do Departamento de Defesa dos Estados Unidos, como os Comandos Norte e Central dos Estados Unidos. As Coast Guard Port Security Units são inteiramente compostas por reservistas, exceto cinco a sete funcionários da ativa. Além disso, a maior parte do pessoal que a Guarda Costeira fornece ao Navy Expeditionary Combat Command são reservistas.
A Reserva é administrada pela Comandante Assistente da Reserva, Contra-Almirante Miriam L. Lafferty, USCG.

## Mulheres na Guarda Costeira
Há mulheres na Guarda Costeira dos Estados Unidos desde 1918, e as mulheres continuam a servir nela até hoje.
Durante a Primeira Guerra Mundial, em janeiro de 1918, Myrtle Hazard se alistou e tornou-se operadora de rádio e depois eletricista. Ela foi a única mulher a servir durante a guerra e é homônima de USCGC Myrtle Hazard. As irmãs gêmeas Genevieve e Lucille Baker foram por muito tempo consideradas as primeiras mulheres a servir na Guarda Costeira em inúmeras reportagens; entretanto, embora tentassem se alistar, não foram aceitos.

## Auxiliar da Guarda Costeira dos Estados Unidos

Distintivo da Coast Guard Auxiliary

O Auxiliar da Guarda Costeira dos Estados Unidos (United States Coast Guard Auxiliary) é o serviço auxiliar uniformizado voluntário civil da Guarda Costeira dos Estados Unidos, criado em 23 de junho de 1939 por um ato do Congresso. Embora seja uma organização civil, foi originalmente chamada de "Reserva da Guarda Costeira dos Estados Unidos" e mais tarde foi renomeada como "Auxiliar da Guarda Costeira dos Estados Unidos" em 19 de fevereiro de 1941, quando uma força militar de reserva para a Guarda Costeira foi criada. Como parte da "Equipe da Guarda Costeira" (o termo usado para descrever coletivamente todos os membros/funcionários ativos, de reserva, auxiliares e civis), o Auxiliar realiza ou auxilia quase todas as missões não combatentes e não policiais da Guarda Costeira. Os auxiliares estão sujeitos à orientação do Comandante da Guarda Costeira, o que os torna únicos entre todos os voluntários federais (por exemplo, Patrulha Aérea Civil da Força Aérea e InfraGard do FBI); eles não são uma organização separada, mas uma parte integrante da Guarda Costeira. Atualmente, a Guarda Costeira possui aproximadamente 31,000 voluntários auxiliares civis.
A política da Guarda Costeira atribuiu muitas de suas funções relacionadas à segurança da navegação de recreio ao Auxiliar, incluindo educação e divulgação sobre segurança na navegação pública. Isso inclui a oferta de cursos de habilidades náuticas, o contato com empresas relacionadas ao setor marítimo em nível local e o fornecimento voluntário de verificações de segurança de embarcações (anteriormente chamadas de exames de cortesia) ao público. Além disso, os Auxiliares utilizam suas próprias embarcações, barcos e aeronaves (uma vez registradas como instalações da Guarda Costeira) para fornecer apoio operacional à Guarda Costeira, conduzindo patrulhas de segurança, auxiliando em missões de busca e salvamento, inspecionando auxílios à navegação e realizando outras tarefas em nome da Guarda Costeira.
Antes de 1997, os Auxiliares estavam em grande parte limitados a atividades de apoio à segurança da navegação recreativa. Em 1997, contudo, uma nova legislação autorizou o Auxiliar a participar em toda e qualquer missão da Guarda Costeira, exceto militar direto e aplicação direta da lei. Os auxiliares podem aumentar diretamente o pessoal da Guarda Costeira em serviço ativo em funções não relacionadas ao combate e não à aplicação da lei (por exemplo, vigia de comunicações de rádio, intérprete, cozinheiro, etc.) e pode auxiliar o pessoal da ativa na inspeção de embarcações comerciais e na manutenção de auxílios à navegação. Os auxiliares podem apoiar as missões de aplicação da lei e de segurança interna da Guarda Costeira, mas não podem participar diretamente (fazer prisões, etc.), e os auxiliares não estão autorizados a portar armas enquanto servem em qualquer capacidade auxiliar.

## Medalhas e homenagens
Um guarda costeiro, Douglas Albert Munro, ganhou a Medalha de Honra, o mais alto prêmio militar dos Estados Unidos. Cinquenta e cinco guardas costeiros ganharam a Cruz da Marinha e vários homens e mulheres ganharam a Cruz de Voo Distinto.
A mais alta condecoração em tempos de paz concedida pela Guarda Costeira é a Medalha de Serviço Distinto de Segurança Interna; antes da transferência da Guarda Costeira para o Departamento de Segurança Interna, a mais alta condecoração em tempos de paz era a Medalha de Serviço Distinto do Departamento de Transportes. O maior prêmio de unidade disponível é a Menção de Unidade Presidencial.
Em tempo de guerra, os membros da Guarda Costeira são elegíveis para receber a versão da Medalha de Honra da Marinha. A Medalha de Honra da Guarda Costeira é autorizada, mas ainda não foi desenvolvida ou emitida.
Em maio de 2006, na cerimônia de mudança de comando, quando o almirante Thad Allen assumiu como comandante, o presidente George W. Bush concedeu a toda a Guarda Costeira, incluindo o Auxiliar da Guarda Costeira, a Menção de Unidade Presidencial da Guarda Costeira com dispositivo de furacão, por seus esforços durante e após o furacão Katrina e a tempestade tropical Rita.

## Guardas Costeiros notáveis
Inúmeras celebridades serviram na Guarda Costeira incluindo o tenista Jack Kramer; o jogador de golfe Arnold Palmer; o jogador de beisebol All Star Sid Gordon; o boxeador Jack Dempsey; o surfista e inventor Tom Blake; os músicos Kai Winding, Rudy Vallée, Derroll Adams, e Tom Waits; os atores Buddy Ebsen, Sid Caesar, Victor Mature, Richard Cromwell, Alan Hale Jr., William Hopper, Beau Bridges, Jeff Bridges, e Cesar Romero; o autor Alex Haley; e o Senador Claiborne Pell.
O vice-almirante Thad Allen em 2005 foi nomeado Diretor Federal para supervisionar os esforços de recuperação na região do Golfo após o furacão Katrina. Após a promoção a almirante, na véspera de sua aposentadoria como comandante, Allen recebeu novamente visibilidade nacional após ser nomeado Comandante Nacional de Incidentes, supervisionando os esforços de resposta ao derramamento de óleo da Deepwater Horizon.
Ex-oficiais da Guarda Costeira foram nomeados para vários cargos governamentais civis. Depois de se aposentar como comandante da Guarda Costeira em 2002, o almirante James Loy passou a servir como vice-secretário de Segurança Interna dos Estados Unidos. Após suas respectivas carreiras na Guarda Costeira, Carlton Skinner serviu como o primeiro Governador Civil de Guam; G. William Miller, 65º Secretário do Tesouro, e o vice-almirante aposentado Harvey E. Johnson Jr. atuou como vice administrador e diretor de operações da Agência Federal de Gestão de Emergências (FEMA) sob o presidente George W. Bush. O contra-almirante Stephen W. Rochon foi nomeado pelo presidente George W. Bush para servir como Diretor da Residência Executiva e Chefe da Casa Branca, iniciando o serviço em 12 de março de 2007, e continuou a servir na mesma função no governo do presidente Barack Obama.
Dois aviadores da Guarda Costeira, Comandante Bruce E. Melnick e Capitão Daniel C. Burbank, serviram como astronautas da NASA.
O Signalman de primeira classe Douglas Albert Munro recebeu a Medalha de Honra postumamente e é o único guarda costeiro a receber esta homenagem.

## Organizações

### Coast Guard Aviation Association
Aqueles que pilotaram ou voaram em aeronaves da Guarda Costeira sob ordens oficiais de voo podem ingressar na Coast Guard Aviation Association, anteriormente conhecida como a Ancient Order of the Pterodactyl ("Voando desde que o mundo era plano"). O Ancient Albatross Award é concedido ao membro da USCG em serviço ativo que se qualificou como aviador antes de qualquer outra pessoa que ainda esteja servindo. São concedidos prêmios separados para alistados e oficiais.

### Coast Guard CW Operators Association
A Coast Guard CW Operators Association (CGCWOA) é uma organização associativa composta principalmente por ex-membros da Guarda Costeira dos Estados Unidos que detinham a classificação de Radioman (RM) ou Telecommunications Specialist (TC), e que empregaram o Código Morse Internacional (CW) em suas tarefas rotineiras de comunicação nos cortadores da Guarda Costeira e nas estações costeiras.

### USCG Chief Petty Officers Association
Os membros desta organização se unem para ajudar membros e dependentes necessitados, auxiliar nos esforços de recrutamento da Guarda Costeira, apoiar os objetivos e metas da Academia de Suboficiais da Guarda Costeira, manter-se informado sobre assuntos da Guarda Costeira e reunir-se para amenidades sociais; e incluem Chief, Senior Chief, e Master Chief Petty Officers, ativos, reservas e aposentados. A associação também está aberta a todos os suboficiais e oficiais que atuaram como suboficiais.

### USCG Chief Warrant and Warrant Officers Association (CWOA)
Fundada em 1929, a USCG Chief Warrant and Warrant Officers Association (CWOA) representa mandados da Guarda Costeira e subtenentes (ativos, reservas e aposentados) no Congresso, na Casa Branca e no Departamento de Segurança Interna. Além disso, a associação se comunica com a liderança da Guarda Costeira sobre assuntos de interesse dos subtenentes da Guarda Costeira.

## Cultura popular
A Guarda Costeira mantém um Motion Picture and Television Office (MOPIC) em Hollywood, Califórnia, juntamente com seus serviços irmãos do Departamento de Defesa, dedicados a aumentar a conscientização pública e a compreensão da Guarda Costeira, seu povo e suas missões por meio de um esforço cooperativo com a indústria do entretenimento.

### Filmes
- Fighting Coast Guard (1951), retrata a Guarda Costeira treinada para ajudar a vencer a Segunda Guerra Mundial;[243]
- The Guardian (2006), estrelado por Kevin Costner, retrata o programa Aviation Survival Technician (AST);[244]
- Pain and Gain (2013), estrelado por Dwayne Johnson e Mark Wahlberg, retratou o Coast Guard Deployable Operations Group em ação;[245]
- The Finest Hours (2016), filme que retrata o resgate da tripulação do SS Pendleton pelo timoneiro Bernard C. Webber e os outros três tripulantes do barco salva-vidas a motor da Guarda Costeira CG 36500;[246]
- Deepwater Horizon (2016), retrata os acontecimentos de 20 de abril de 2010, quando a plataforma móvel de perfuração Deepwater Horizon sofreu uma explosão em massa que resultou na morte de 11 tripulantes. O filme também retrata a coordenação e resposta da Guarda Costeira logo após a explosão.[247][248]

### Televisão
A Guarda Costeira apareceu em várias séries de televisão, incluindo:
- Coast Guard Alaska: Search and Rescue, uma série do The Weather Channel que apresenta uma unidade de busca e resgate da Guarda Costeira baseada em Kodiak, Alasca. Várias séries desmembraram o original para focar em unidades baseadas em Cape Disappointment e na Flórida.[249][250]